# Portrait officiel du président des États-Unis

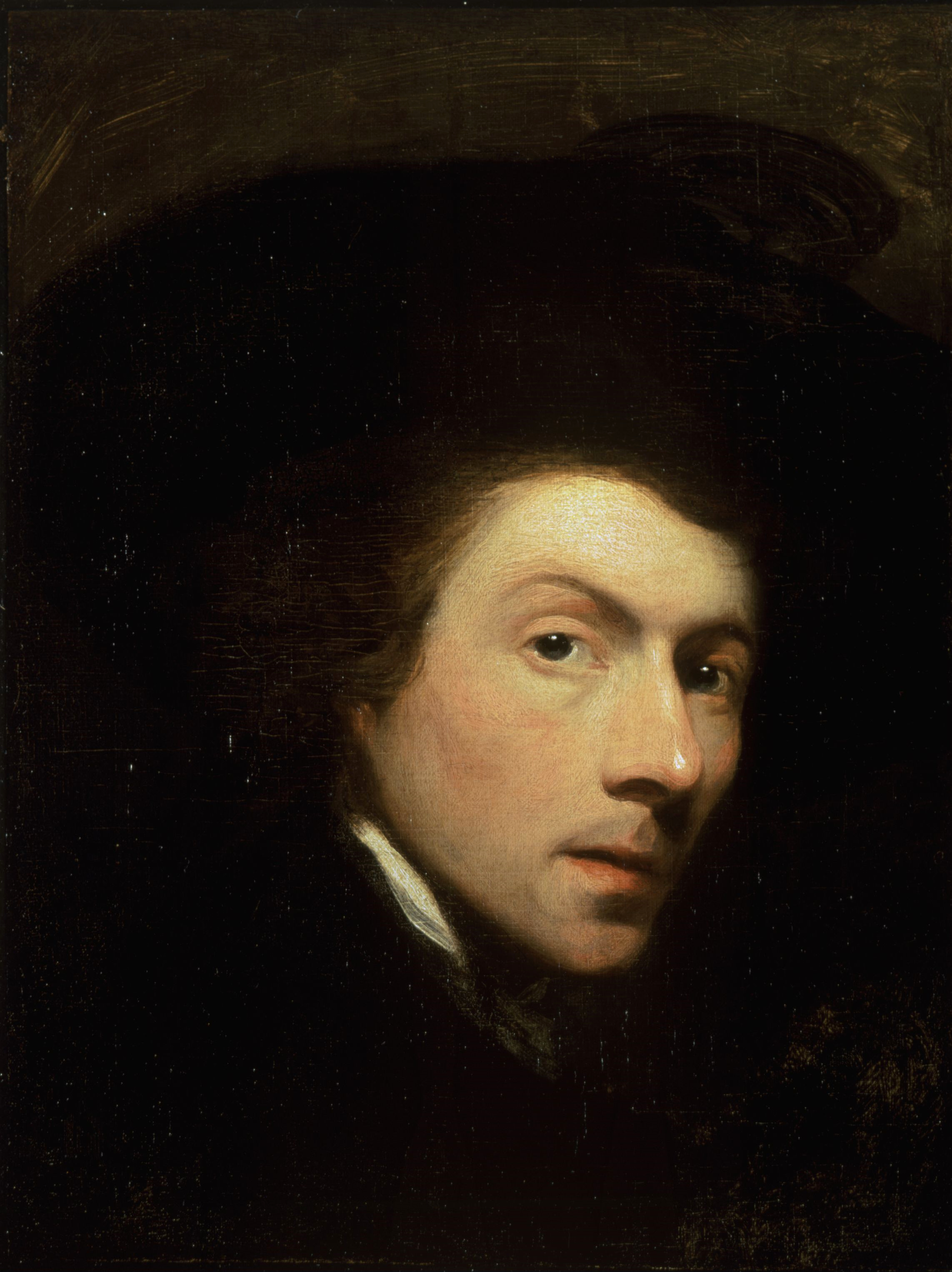
Gilbert Stuart, premier peintre à réaliser un portrait présidentiel.

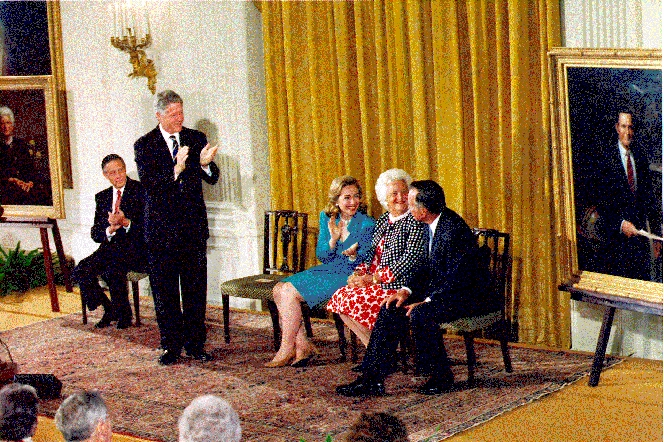
Révélation publique des portraits officiels du couple présidentiel George et Barbara Bush, en présence du président Bill Clinton et de son épouse Hillary, en 1995.

Le portrait officiel du président des États-Unis est un portrait du président des États-Unis réalisé après son mandat. Cette tradition commence avec le portrait de George Washington par Gilbert Stuart. Ils sont accrochés dans la Maison-Blanche, à Washington, D.C..

## Histoire

### George Washington
Le portrait présidentiel de George Washington est sauvé par la Première dame Dolley Madison, lorsque les Britanniques incendient la Maison-Blanche, lors de la guerre anglo-américaine de 1812. Un autre portrait officiel, grandeur nature, le Lansdowne Portrait, est à la National Portrait Gallery Smithsonian Institution (Washington). D'autres artistes ont peint des portraits de George Washington.

### Théodore Roosevelt
Le portrait officiel du président Theodore Roosevelt est commandé à l'origine à Théobald Chartran, en 1902, mais quand Roosevelt vit le résultat final, qu'il détesta, il cacha la toile dans une pièce sombre de la Maison Blanche. En raison du regard inoffensif que le peintre lui avait donné, les proches de Roosevelt le surnommaient « Le chat qui miaule ». Le président fait alors détruire la toile et engage John Singer Sargent pour réaliser un portrait plus « masculin ». Sargent suit Roosevelt dans les salons de la Maison Blanche, exécute des croquis à la recherche d'un bon éclairage et d'une pose idéale, mais ne trouve finalement pas satisfaction. Alors que Roosevelt se dirige, énervé, vers un escalier pour essayer les chambres du deuxième étage, le peintre est finalement charmé par le président, qui le réprimande, une main posée sur une balustrade du palier. Roosevelt accepta dès lors de poser à cet endroit, immobile, pendant une demi-heure par jour, après le déjeuner. Le résultat plut beaucoup à Roosevelt.

### Calvin Coolidge
Au cours de sa présidence, Ronald Reagan retire le portrait de Calvin Coolidge qui se trouvait dans le grand hall, pour le placer dans la Cabinet Room, à côté de celui de Thomas Jefferson. Reagan a en effet toujours cité et admiré Coolidge ; il estimait que son portrait devait figurer près de celui d'un des Pères fondateurs des États-Unis.

### John F. Kennedy
Le portrait officiel du président John F. Kennedy a été peint à titre posthume par Aaron Shikler à la demande de la Première Dame Jacqueline Kennedy. Il est généralement analysé comme une étude de caractère. Contrairement à la plupart des portraits présidentiels, Kennedy est représenté comme pensif et sombre, les yeux baissés et les bras croisés, une référence à son assassinat. Shikler ne voulait pas peindre les yeux d'un homme mort, c'est donc pourquoi JFK a les yeux baissés. Shikler a également peint les portraits officiels de la Maison Blanche de Jacqueline Kennedy et de ses enfants.

### Bill Clinton
Le portrait présidentiel de Bill Clinton était le premier à avoir été peint par un Afro-Américain, Simmie Knox.

### George W. Bush
Le portrait officiel de la Maison Blanche de George W. Bush est révélé le 31 mai 2012. Il a été peint par John Howard Sanden (en), qui a également réalisé le portrait officiel de la Première dame Laura Bush, montré à la presse en même temps que celui de son mari.
Le portrait de Bush pour la National Portrait Gallery a été inhabituellement rendu public plusieurs semaines avant l'achèvement de son mandat de président. Peint par Robert A. Anderson (en), il est dévoilé par le musée le 19 décembre 2008. Il s'agissait d'un portrait officiel commandé par la Maison Blanche, mais financé par donation privée.

### Barack Obama
Barack Obama est le premier président à avoir eu son portrait pris avec un appareil photo numérique. Il est réalisé en janvier 2009 par Pete Souza, le nouveau photographe officiel de la Maison Blanche. La photo est prise avec un Canon EOS 5D Mark II. Le portrait peint de Barack Obama n'est commencé qu'à la fin de son mandat de président.

## Galerie

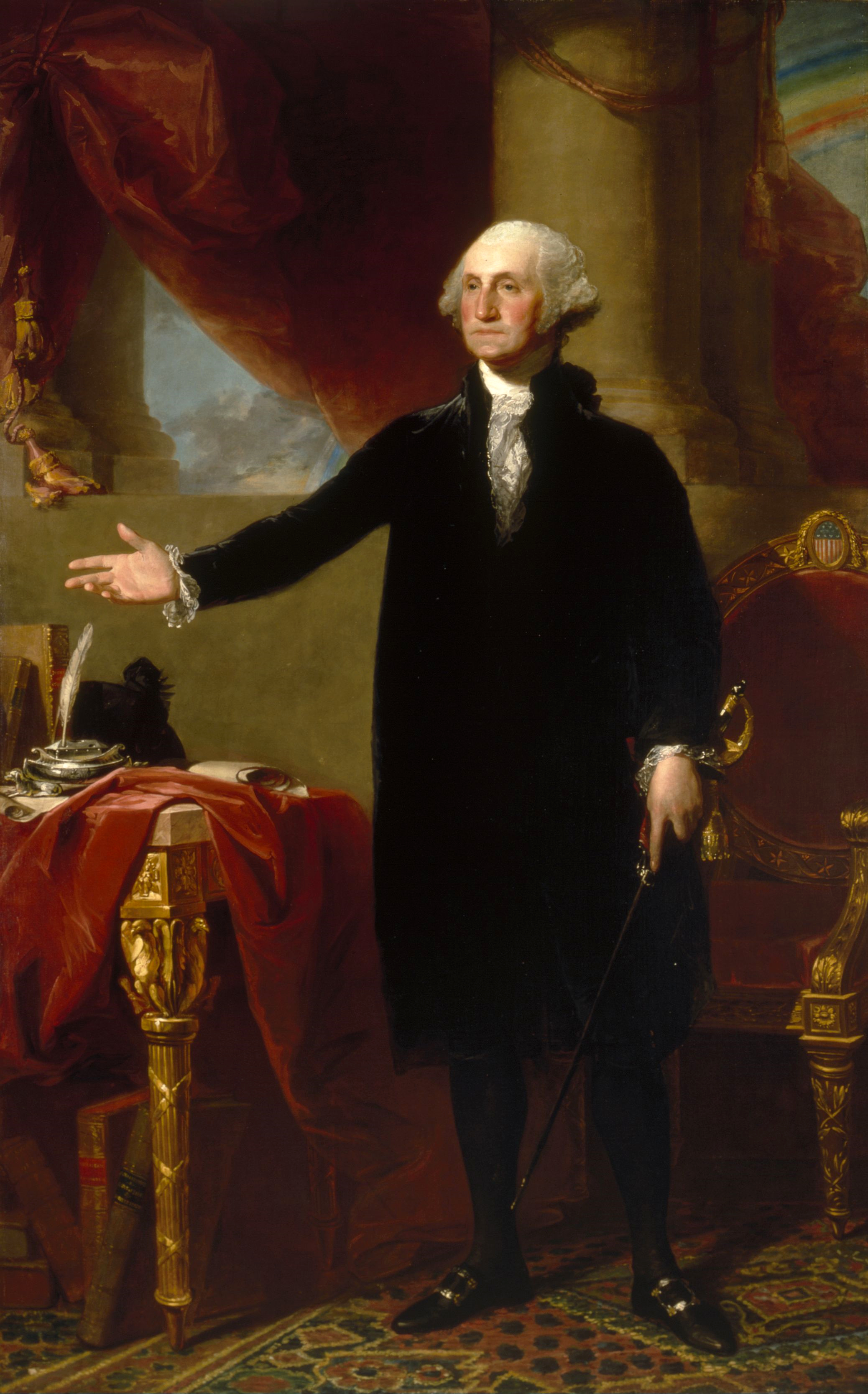
George Washington
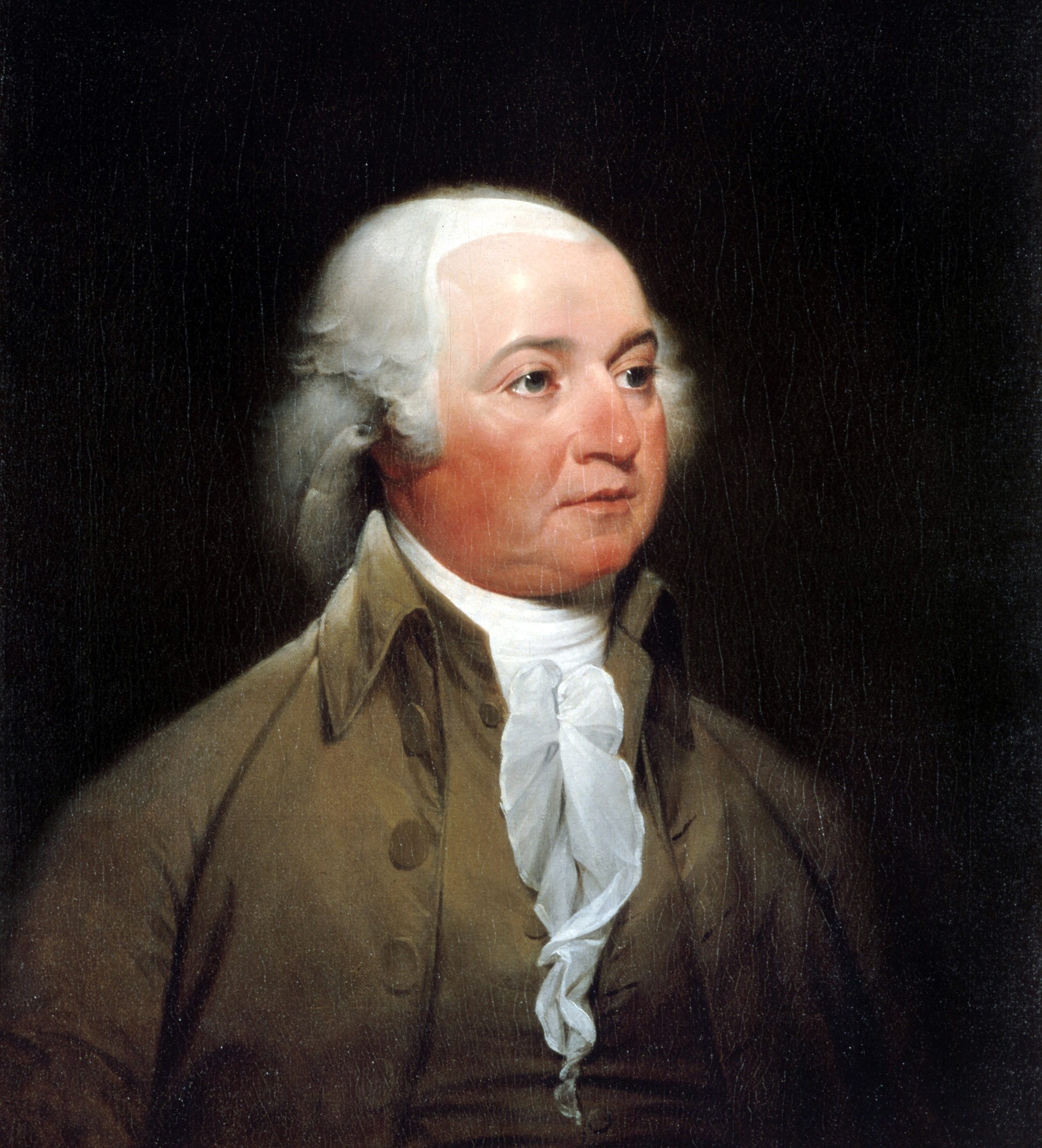
John Adams
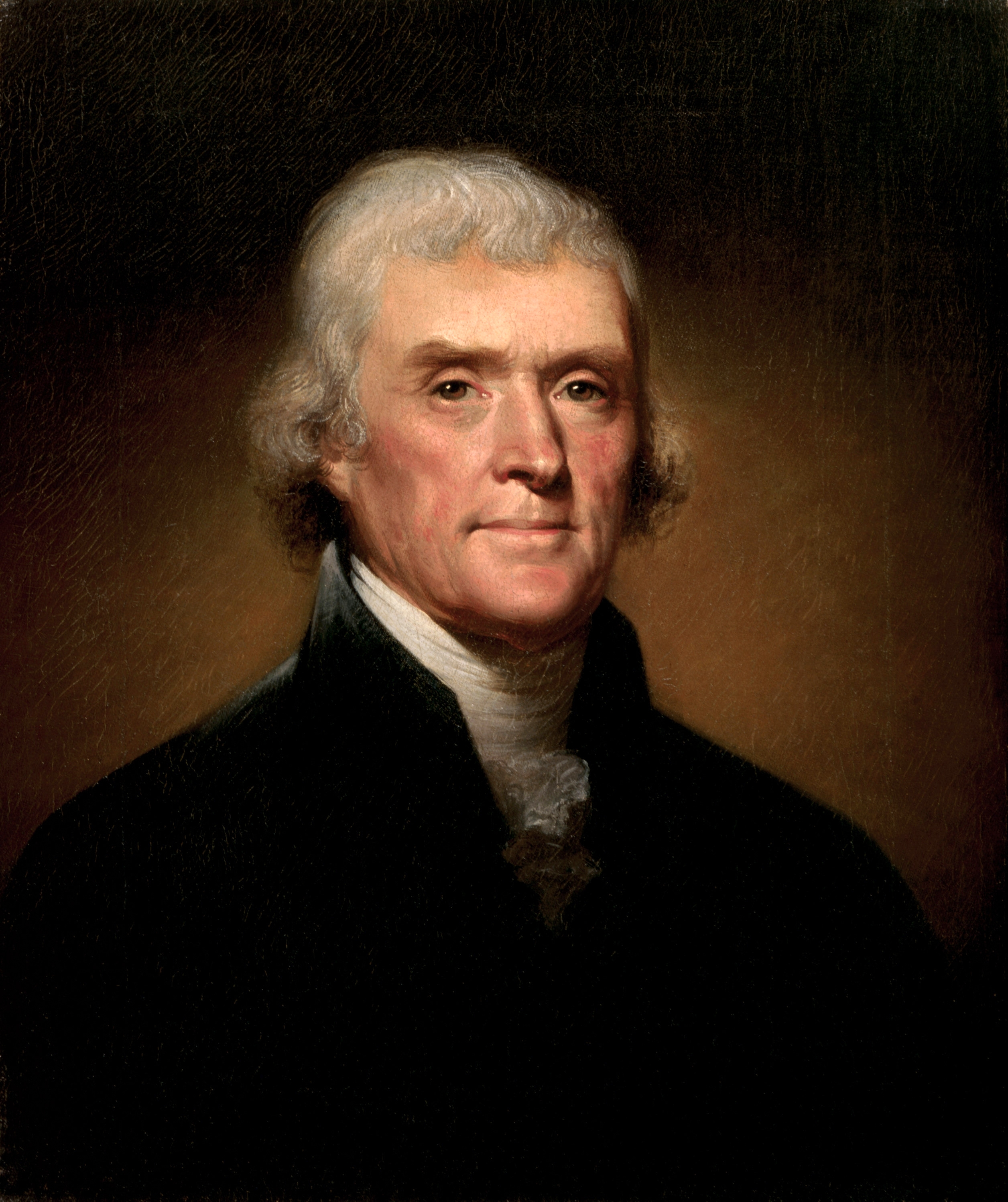
Thomas Jefferson
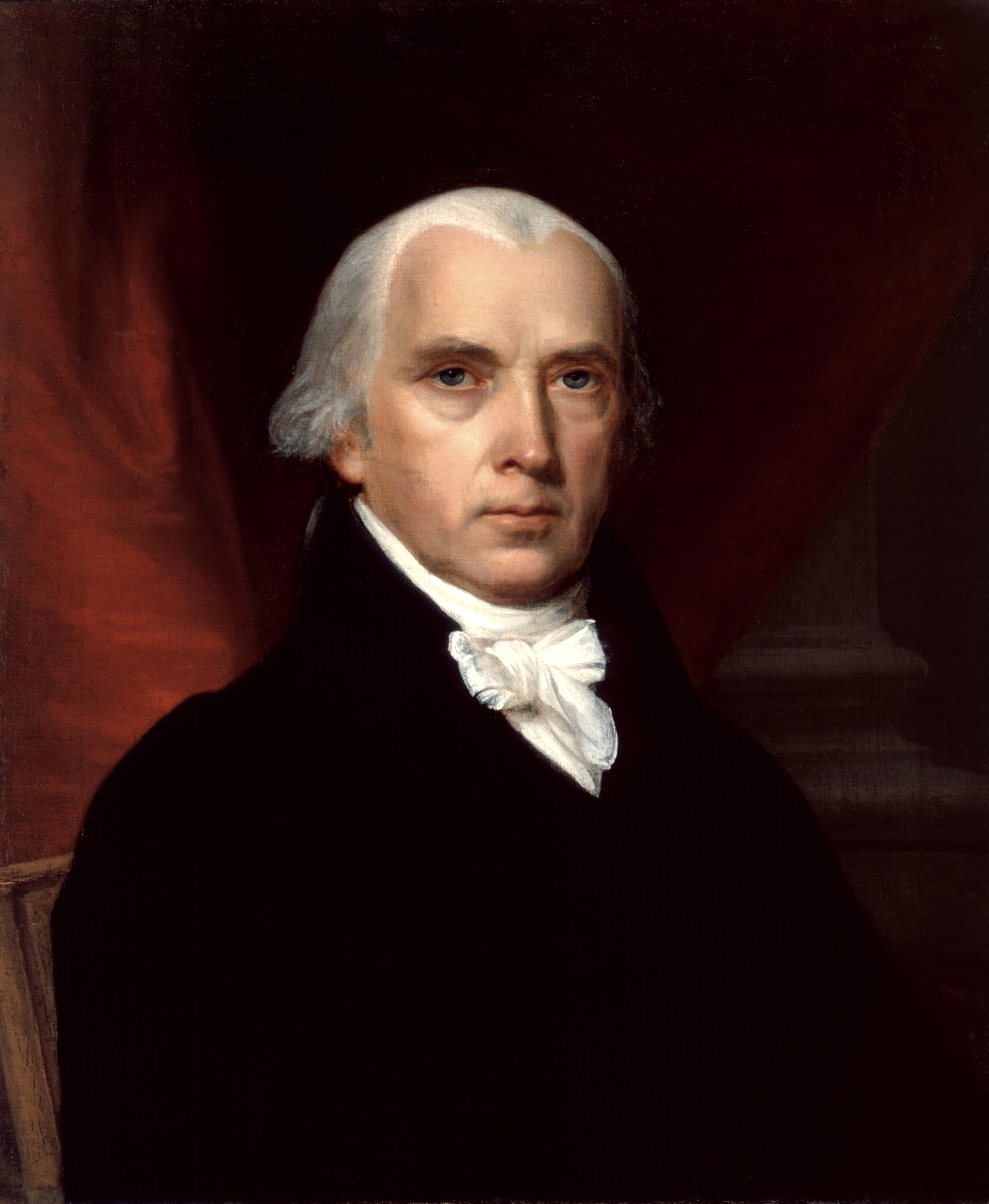
James Madison
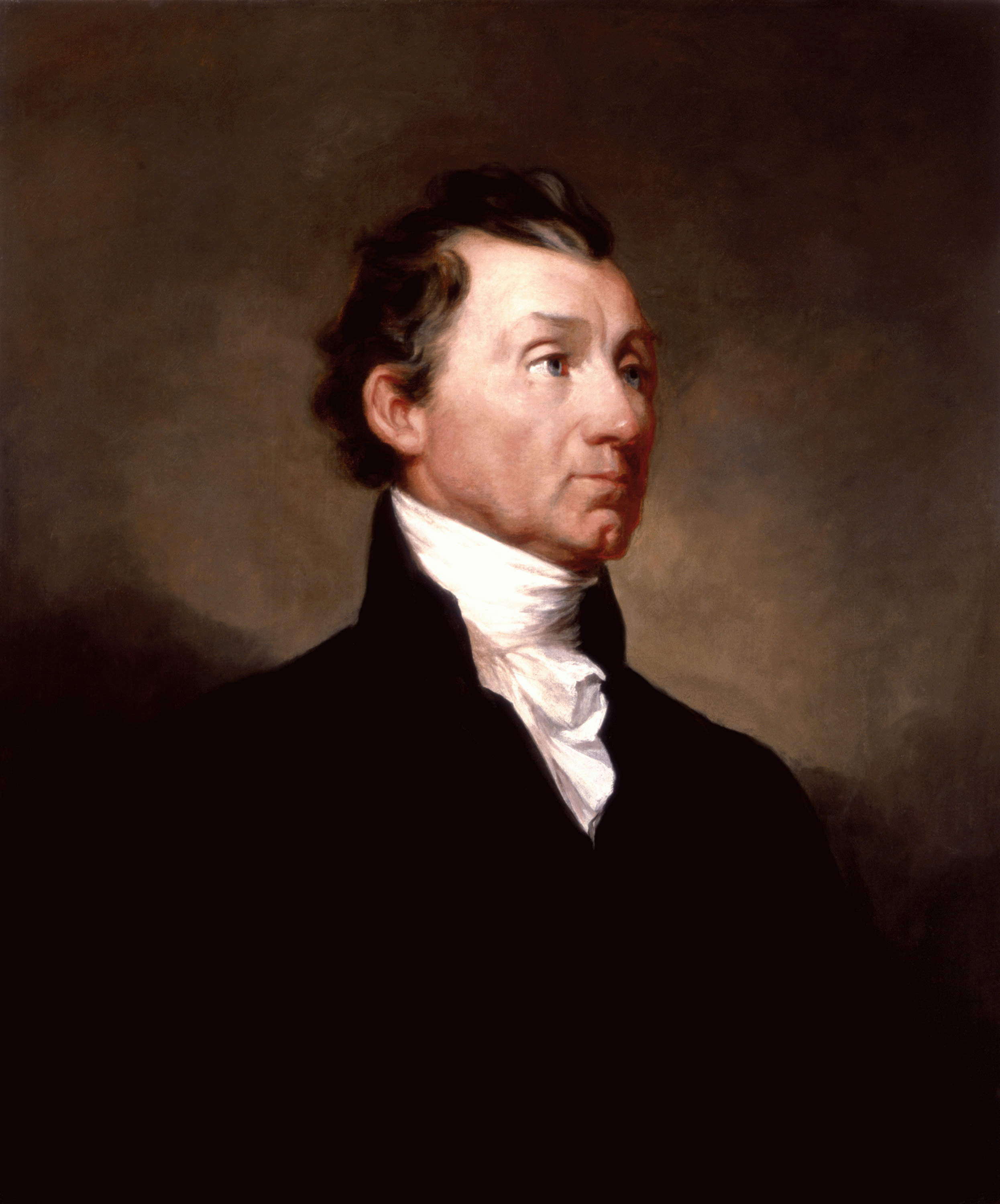
James Monroe
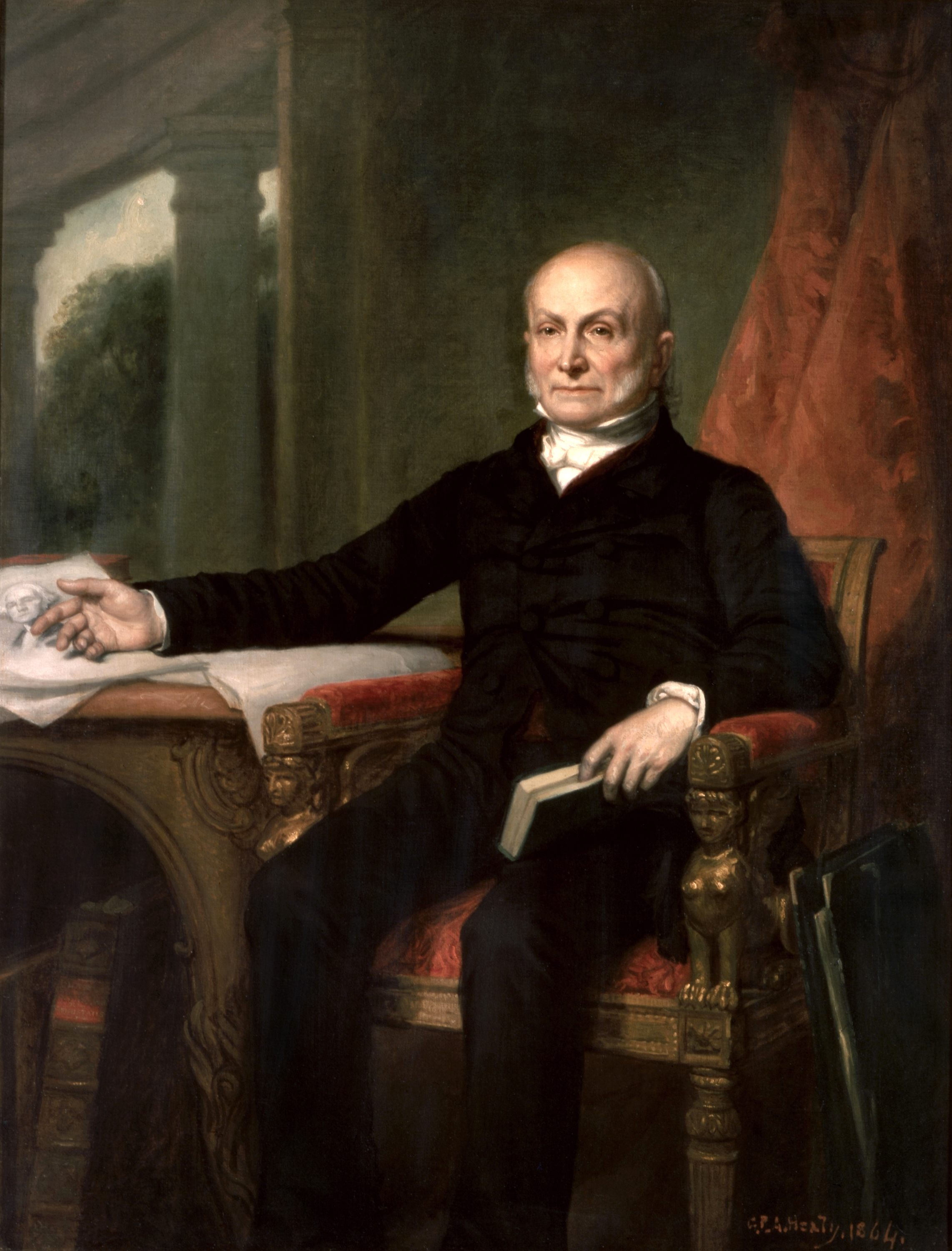
John Quincy Adams
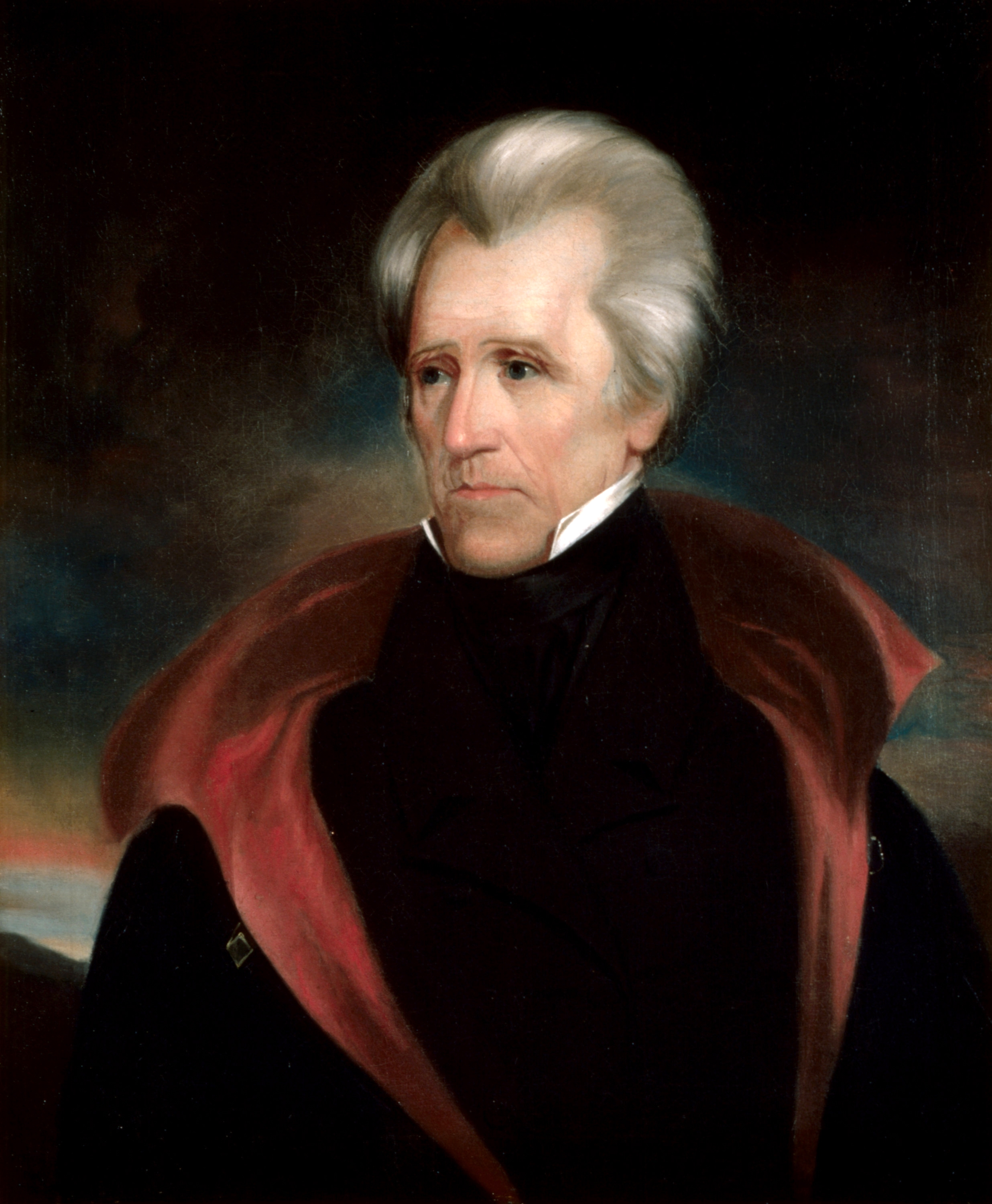
Andrew Jackson
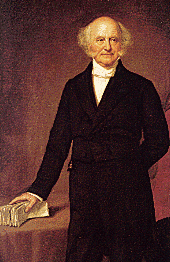
Martin Van Buren
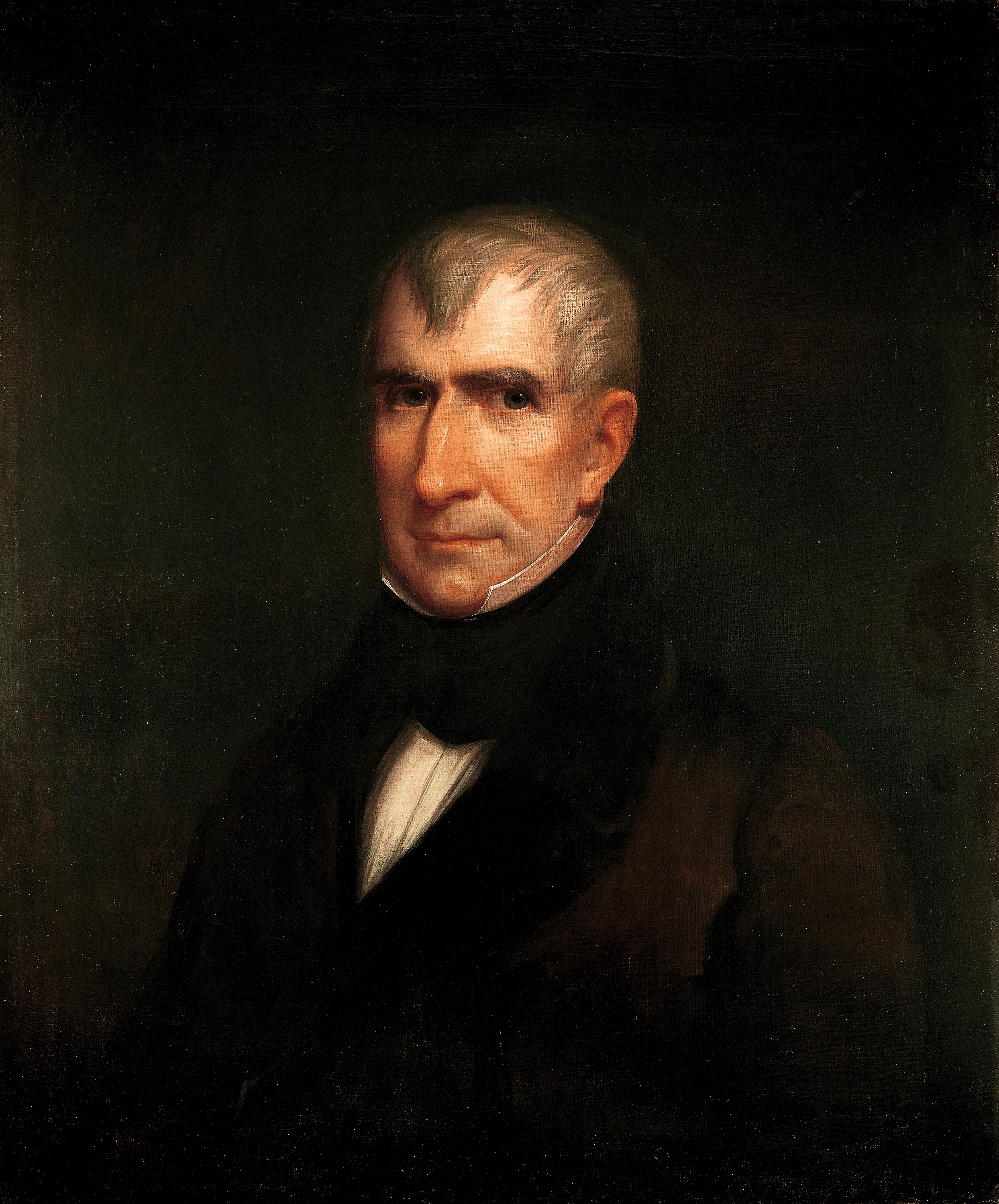
William Henry Harrison
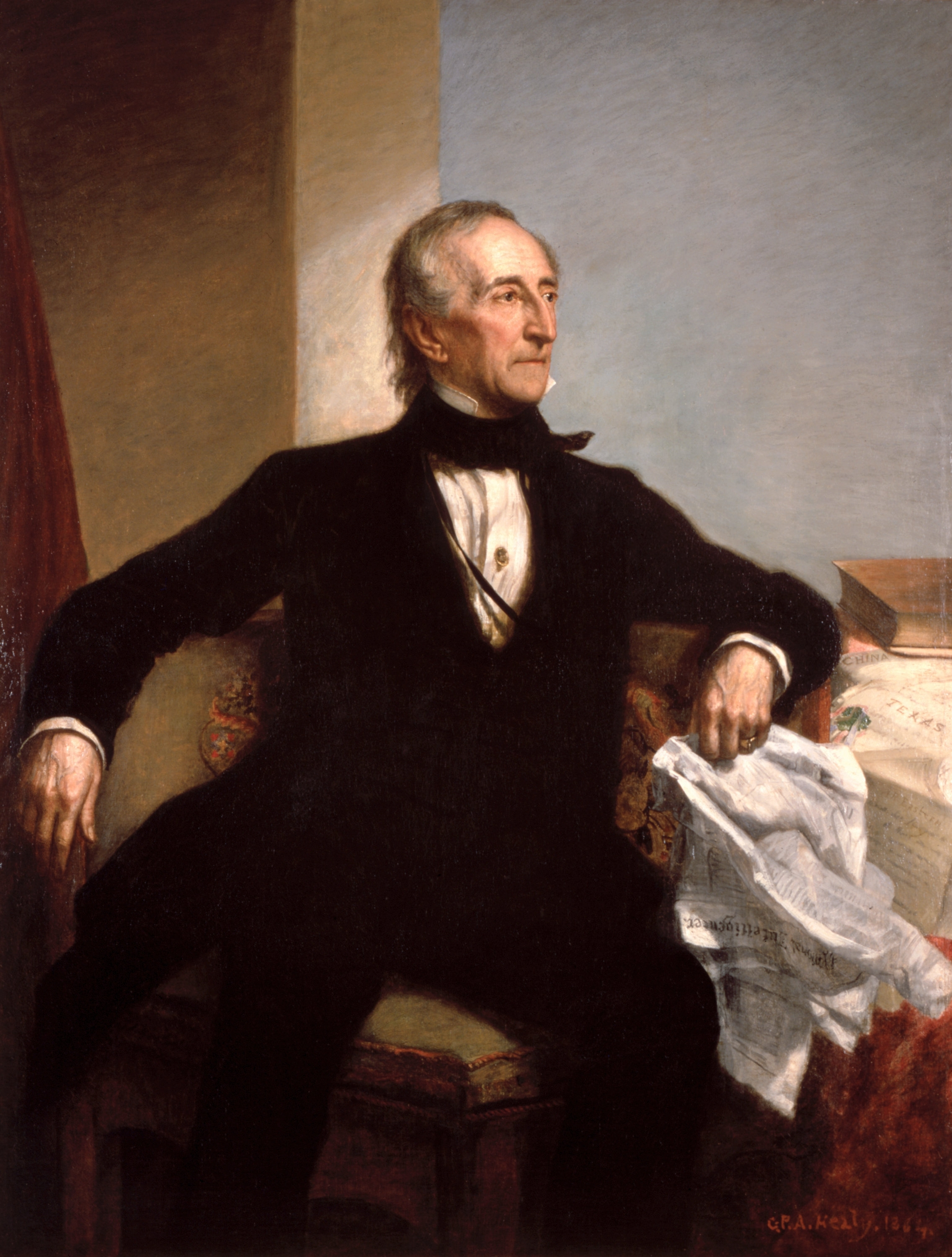
John Tyler
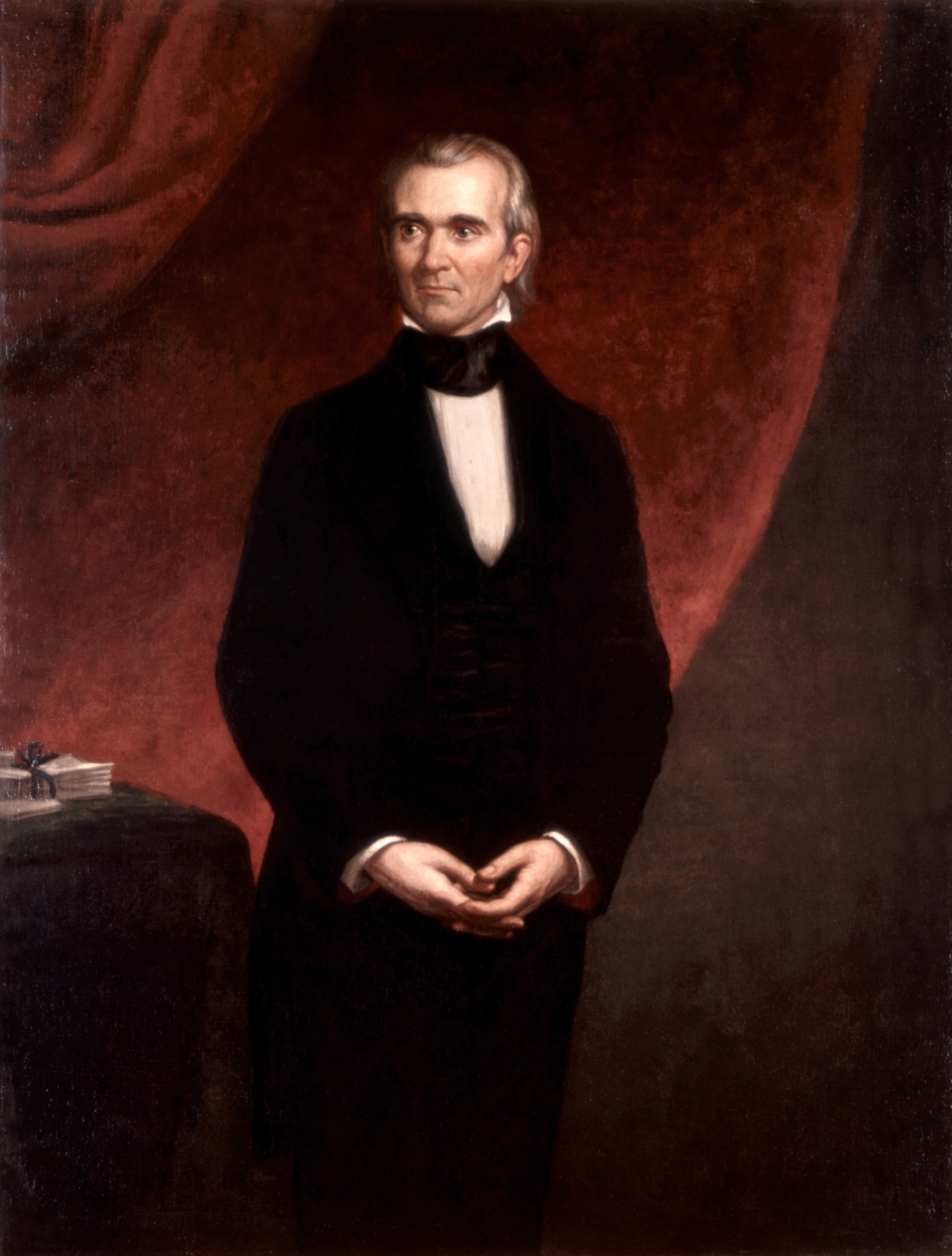
James Knox Polk
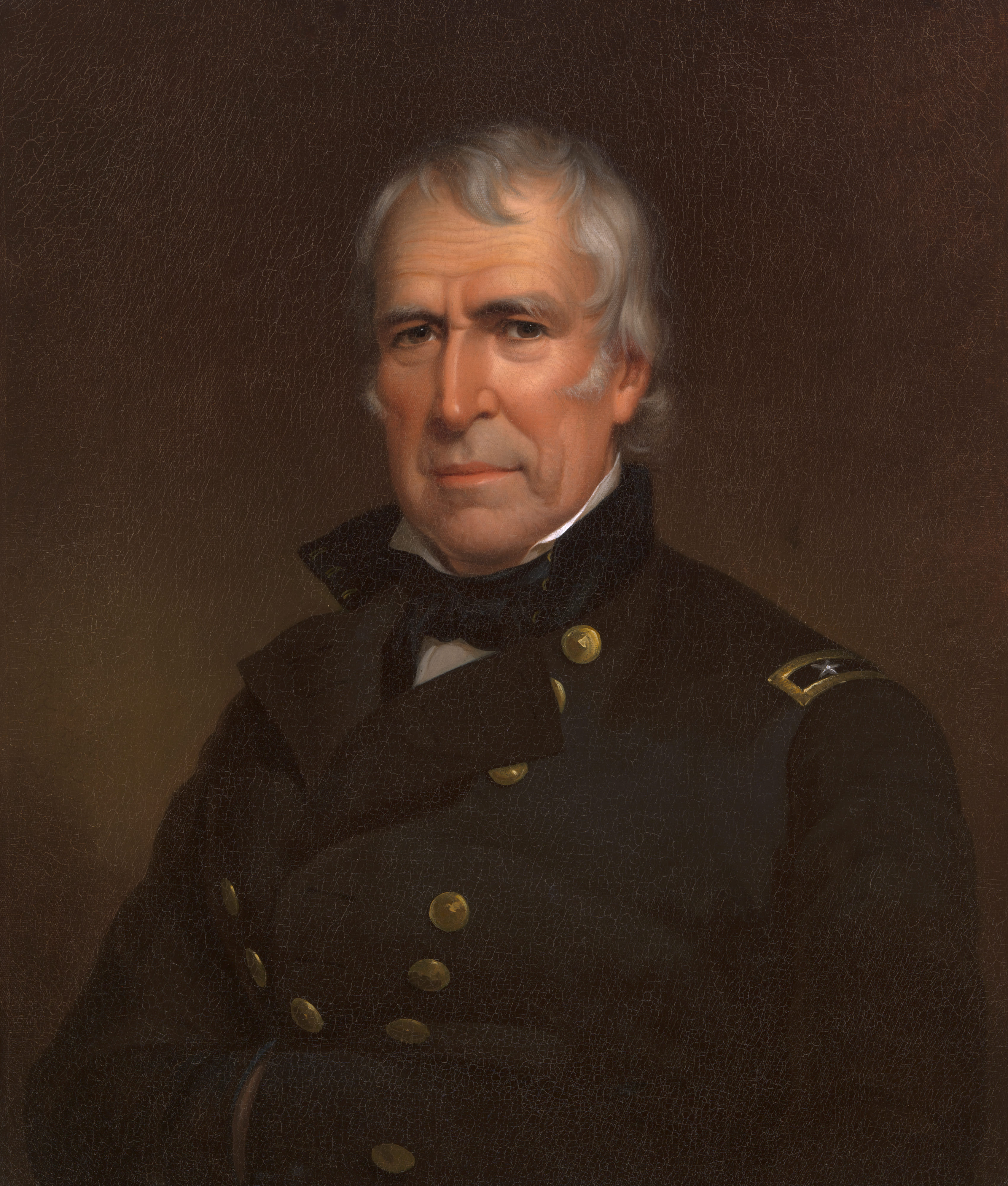
Zachary Taylor
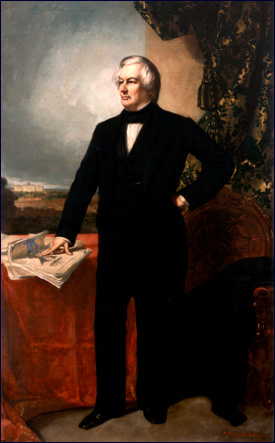
Millard Fillmore
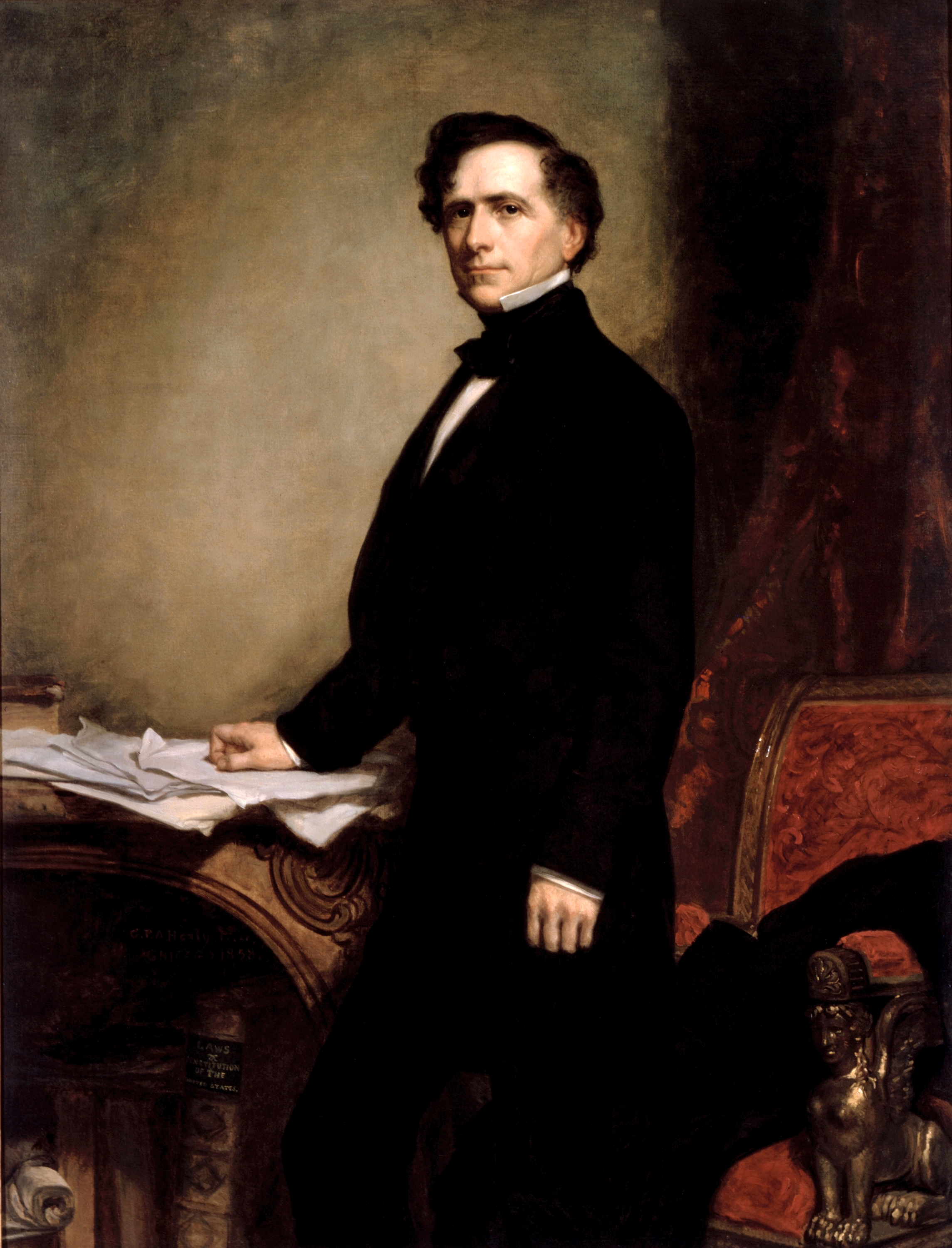
Franklin Pierce
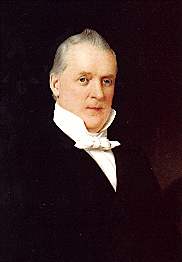
James Buchanan
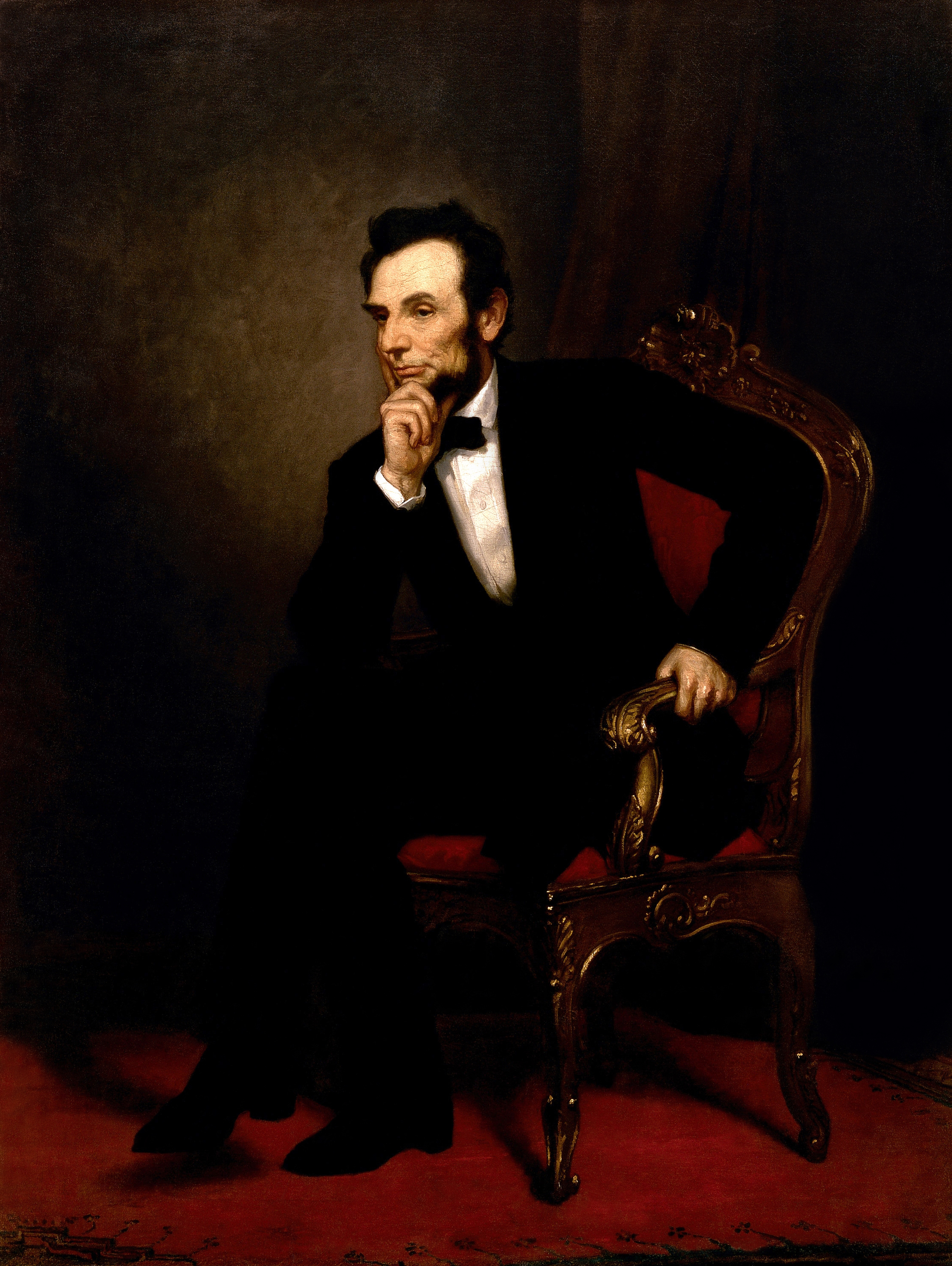
Abraham Lincoln
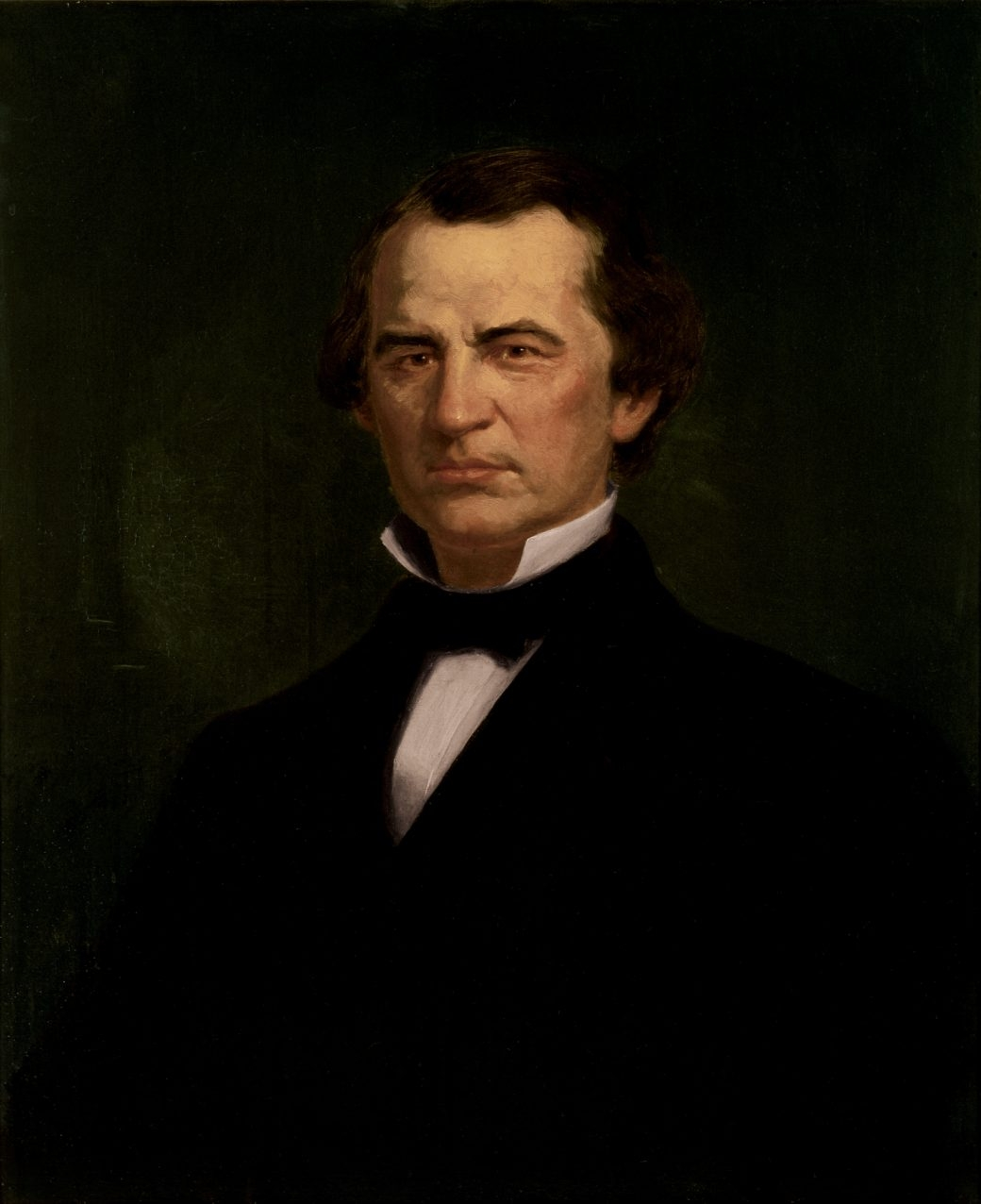
Andrew Johnson
Ulysses S. Grant
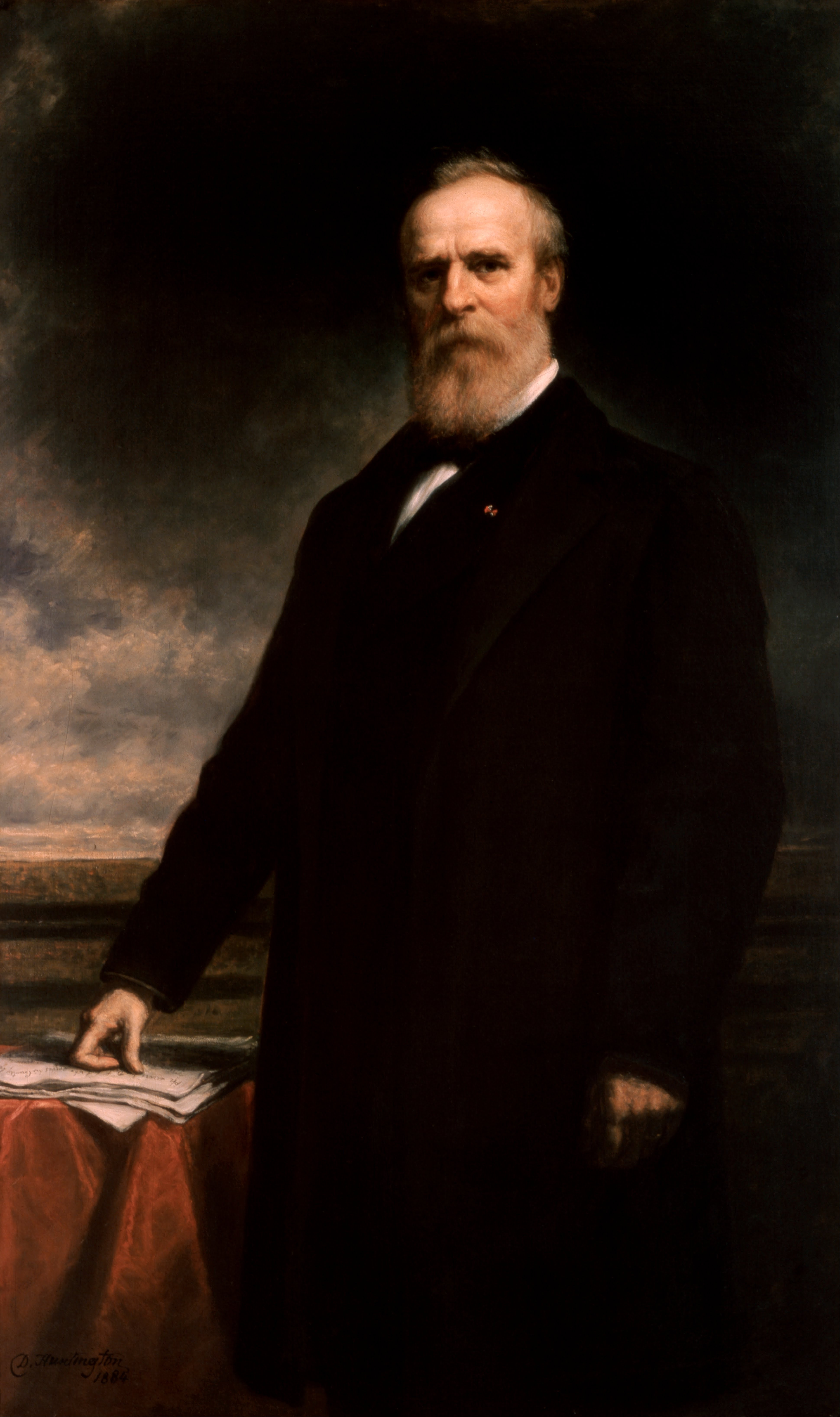
Rutherford Birchard Hayes
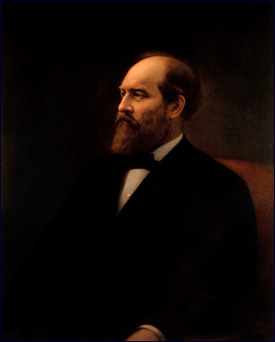
James Abram Garfield
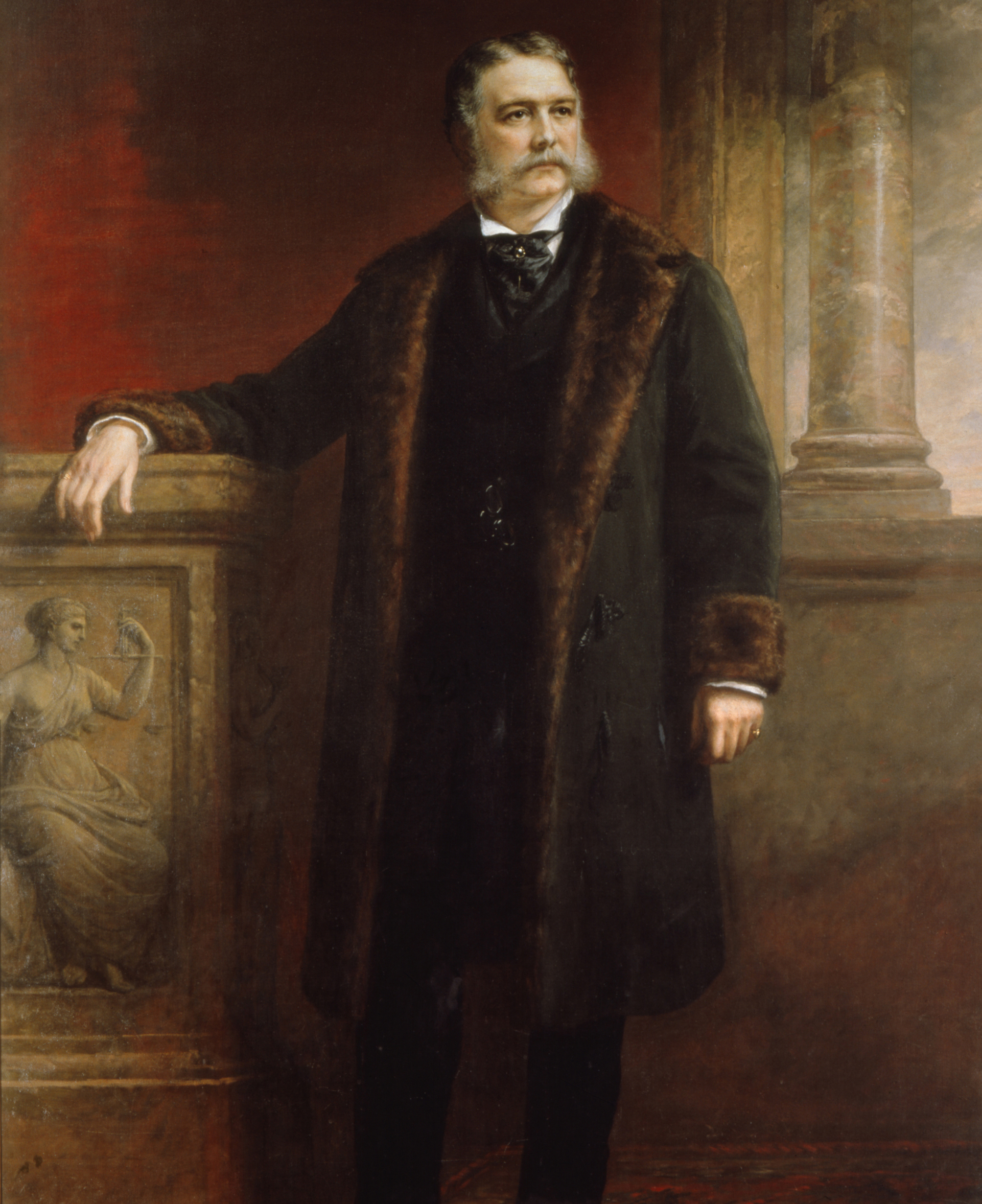
Chester Alan Arthur
Benjamin Harrison
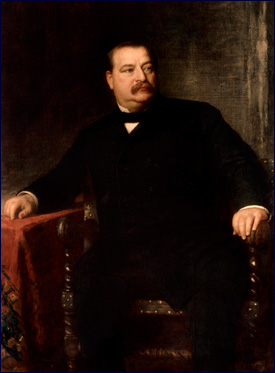
Grover Cleveland
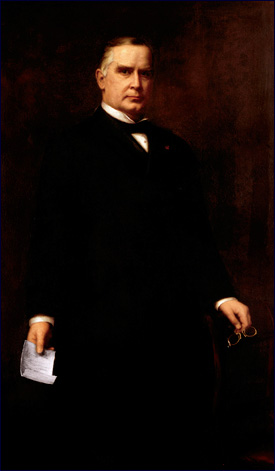
William McKinley
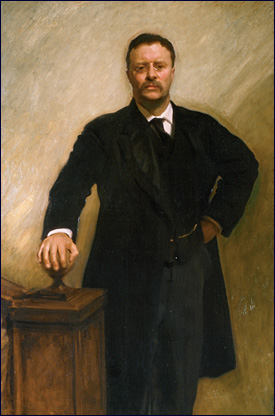
Theodore Roosevelt
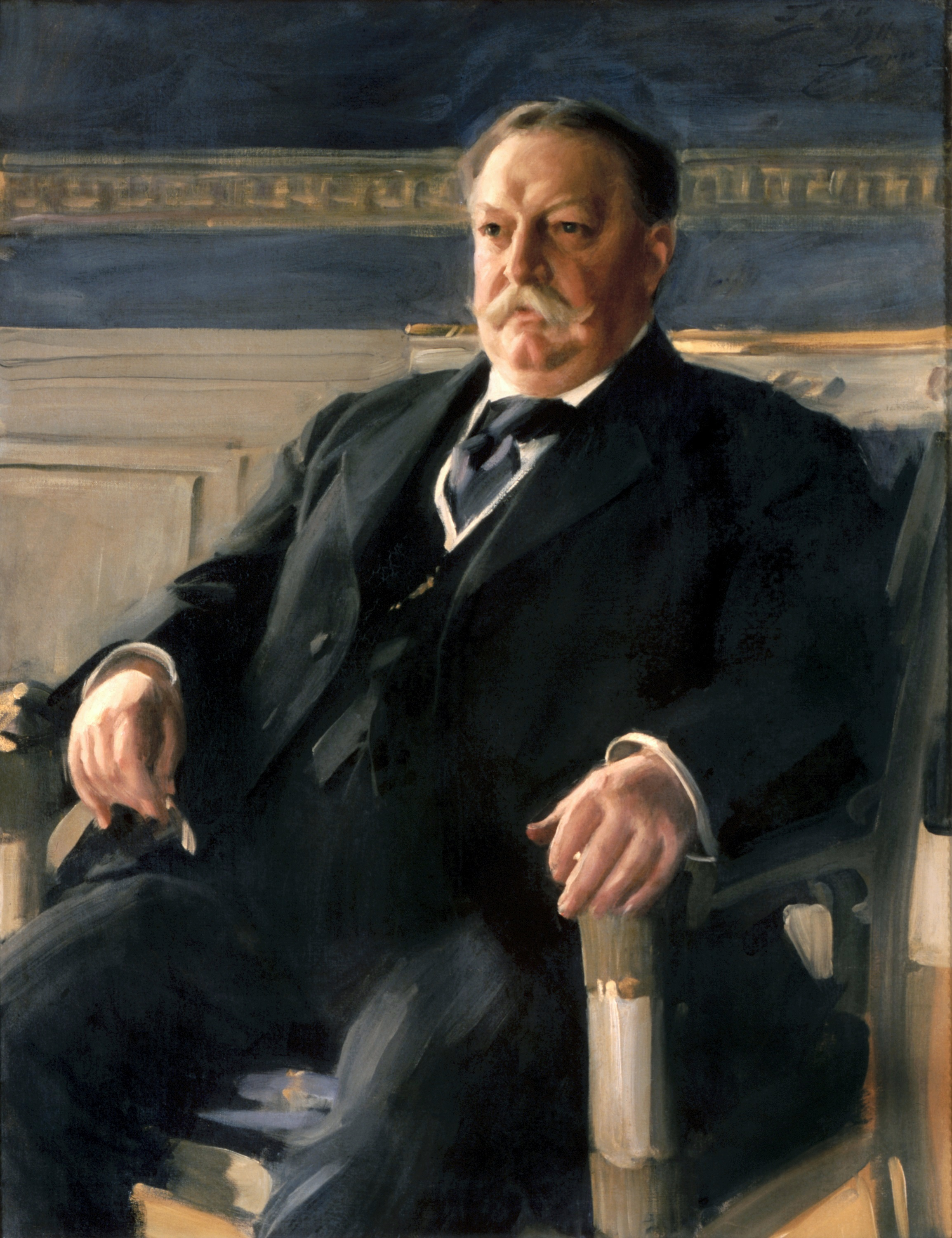
William Howard Taft
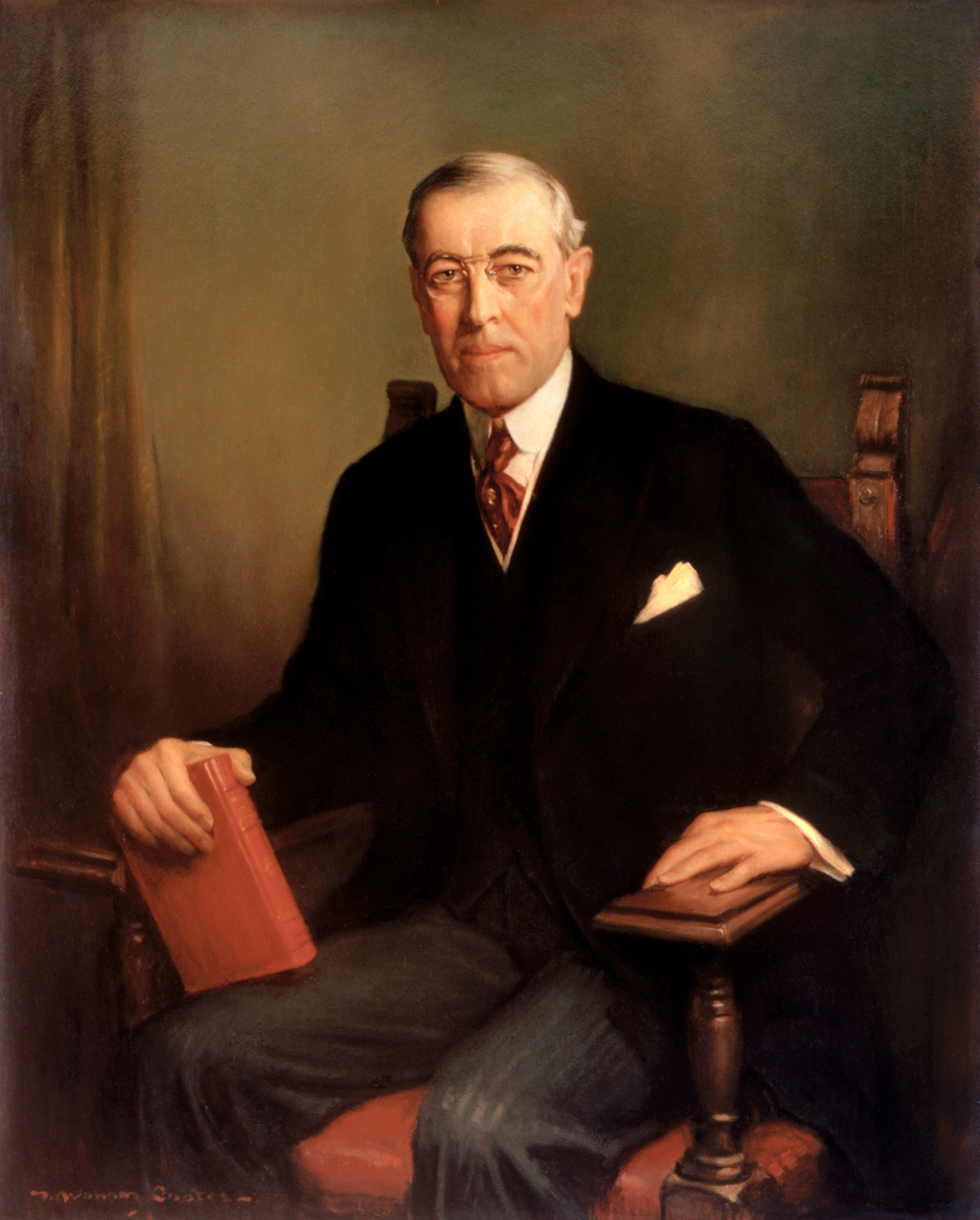
Woodrow Wilson
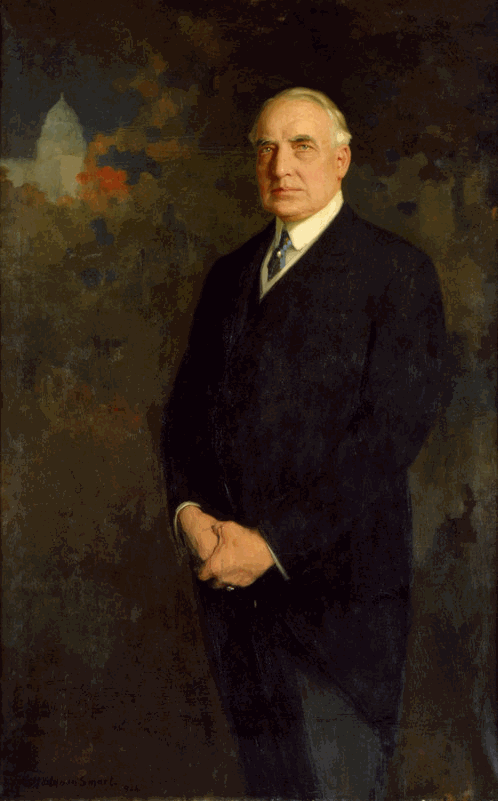
Warren Gamaliel Harding
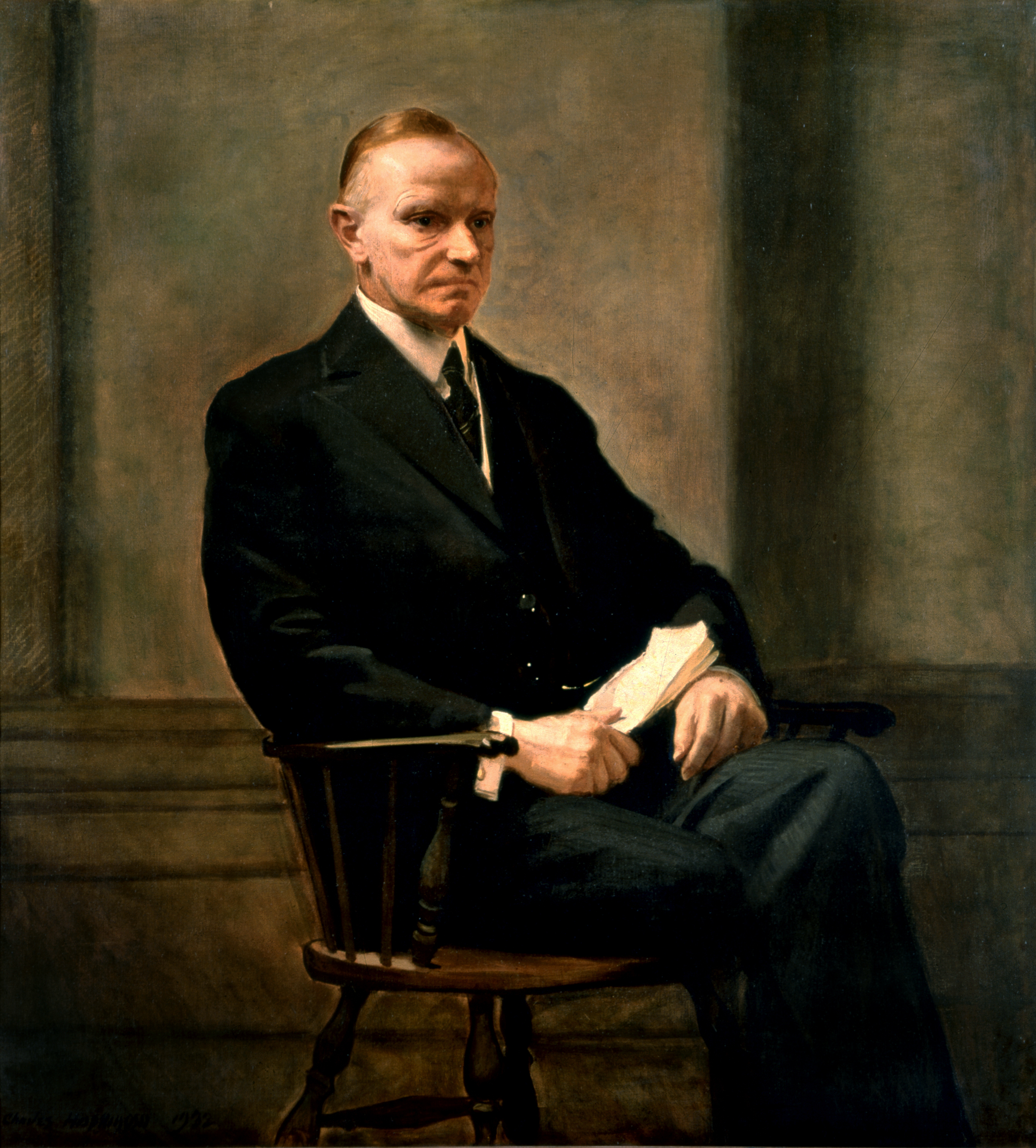
Calvin Coolidge
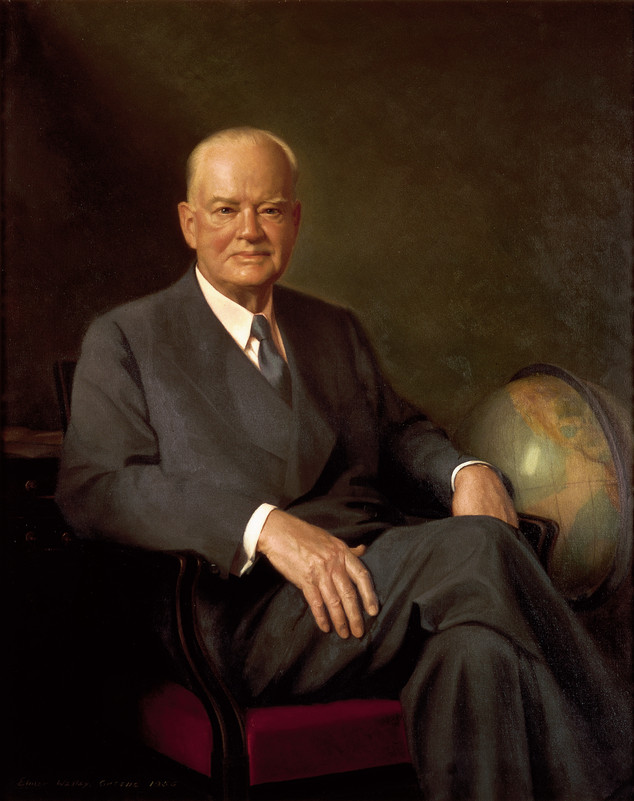
Herbert Hoover
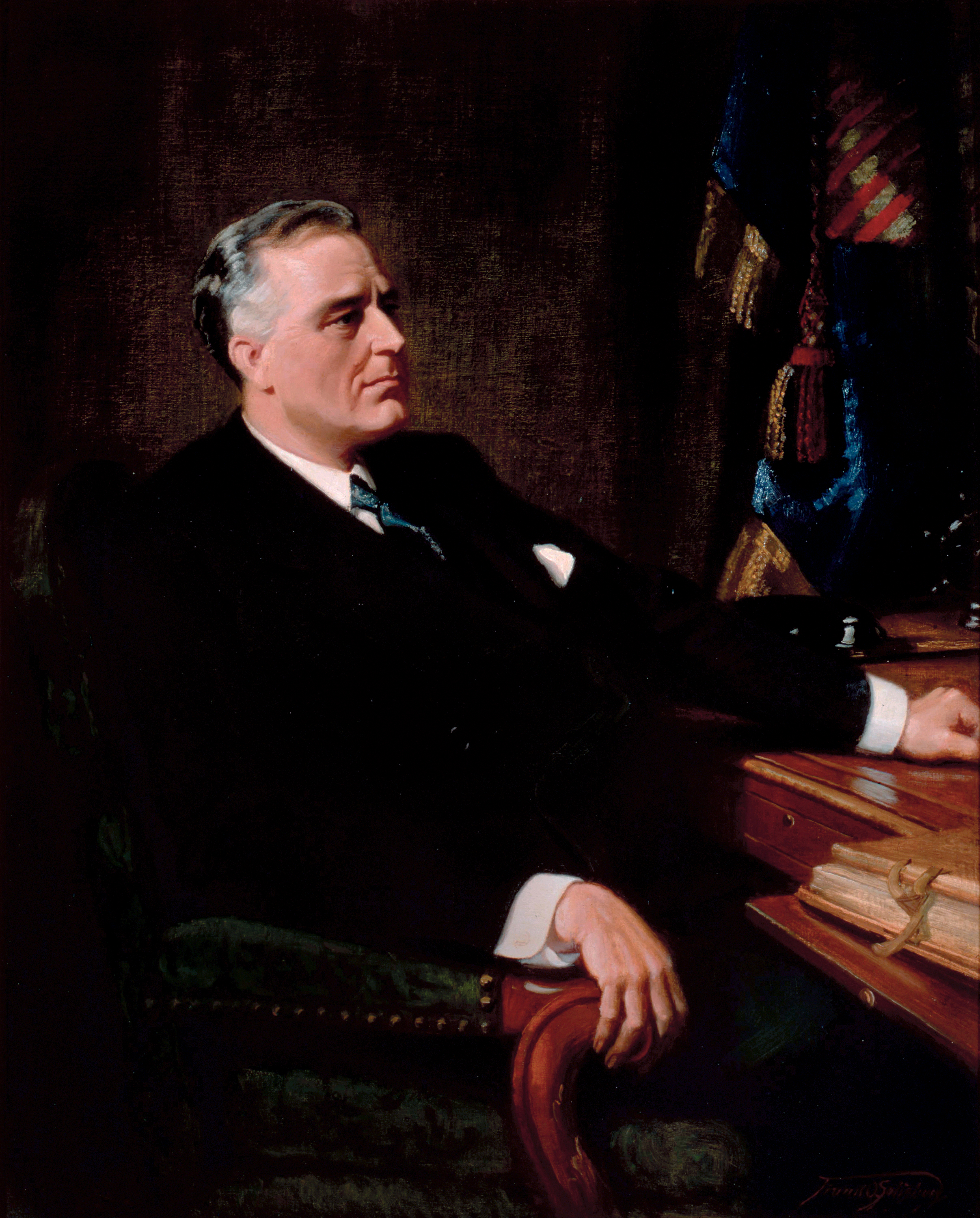
Franklin Delano Roosevelt
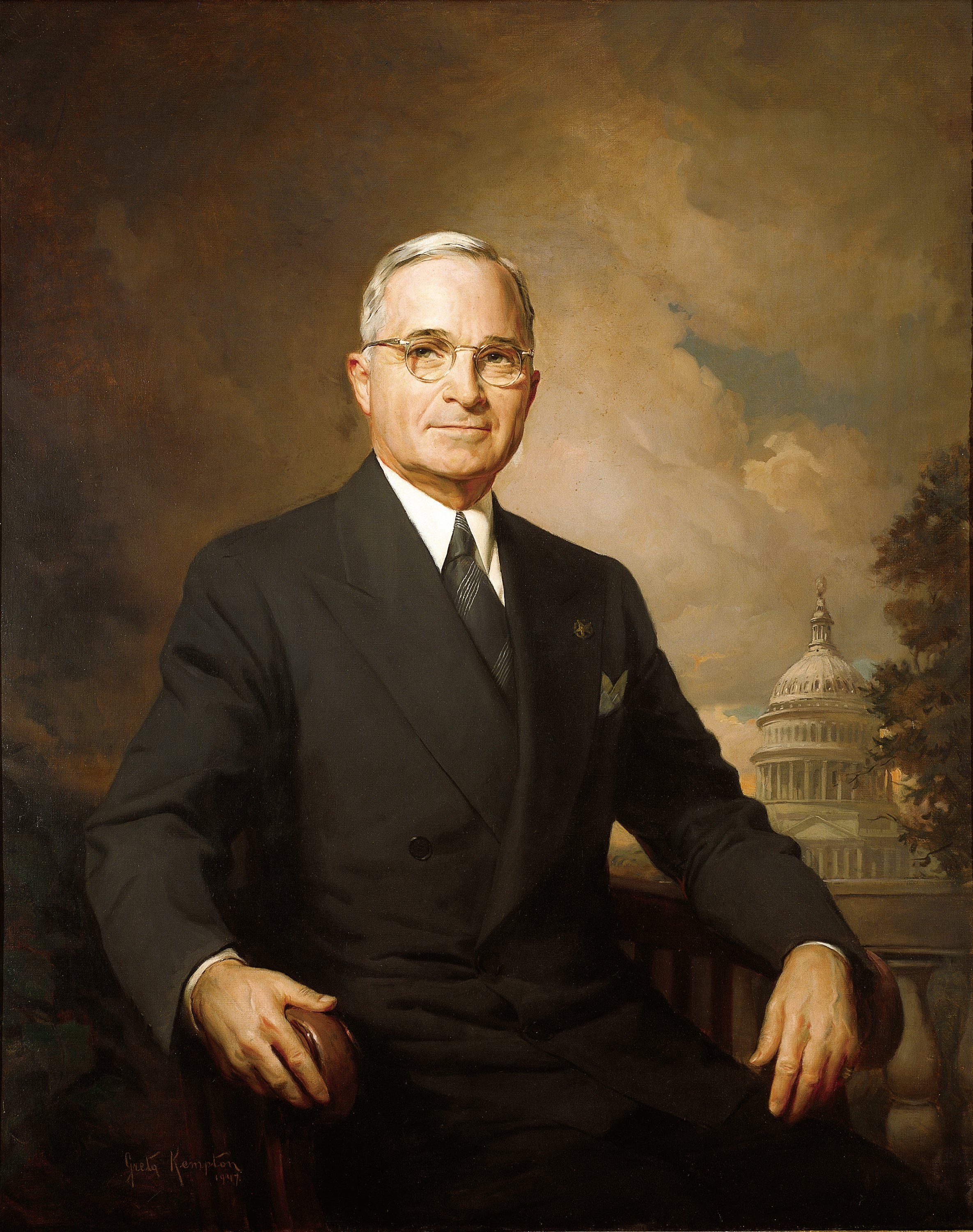
Harry S. Truman
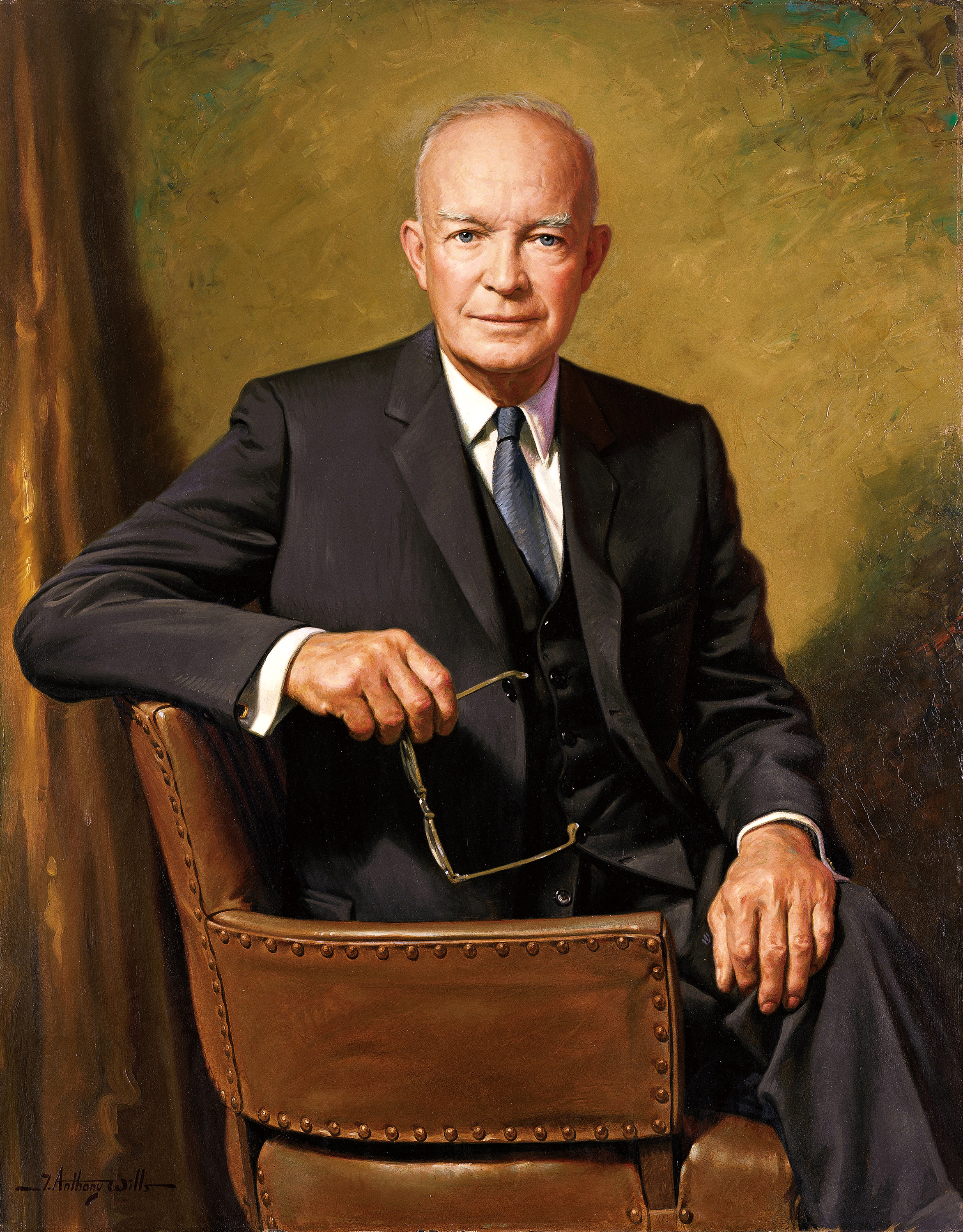
Dwight David Eisenhower
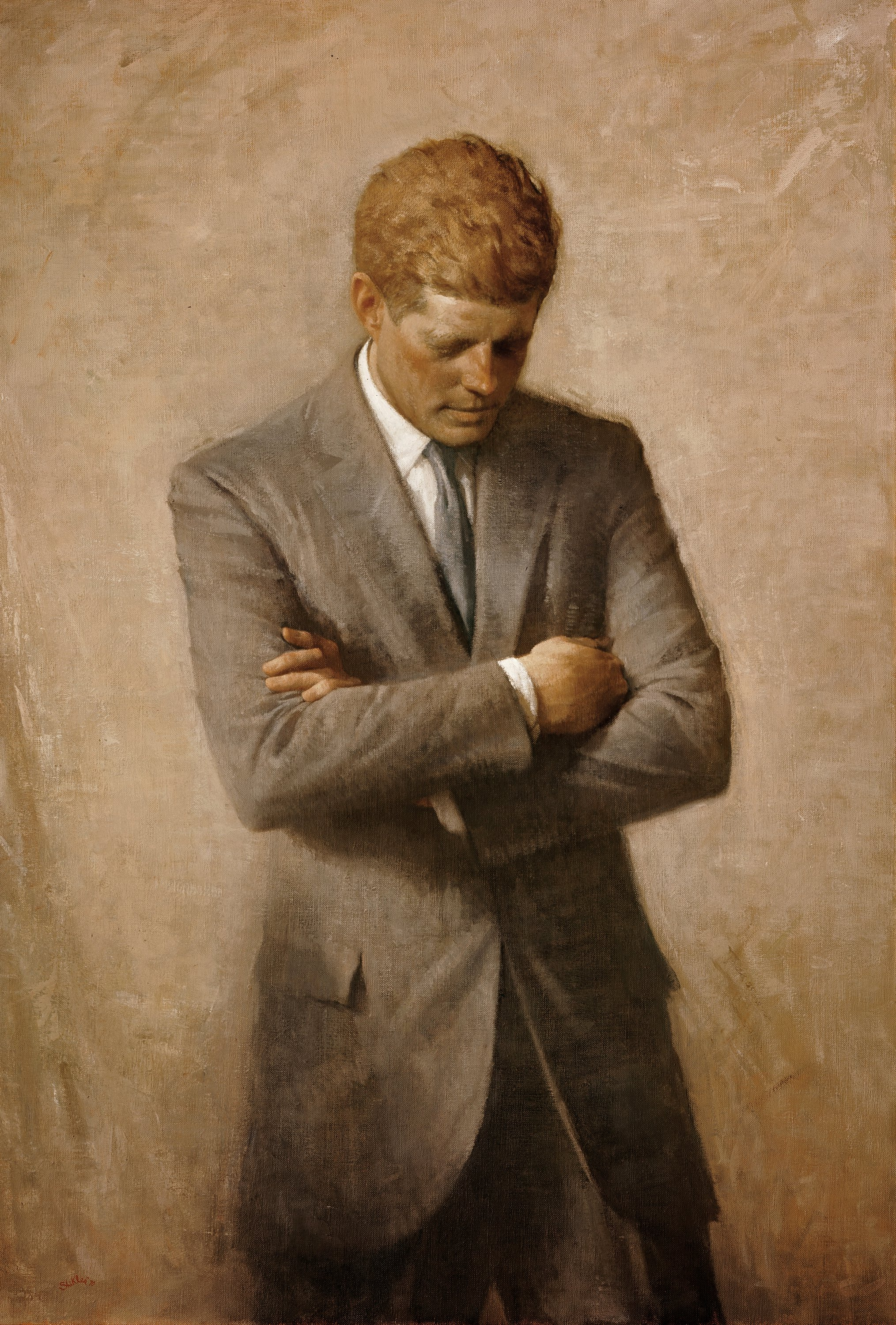
John Fitzgerald Kennedy
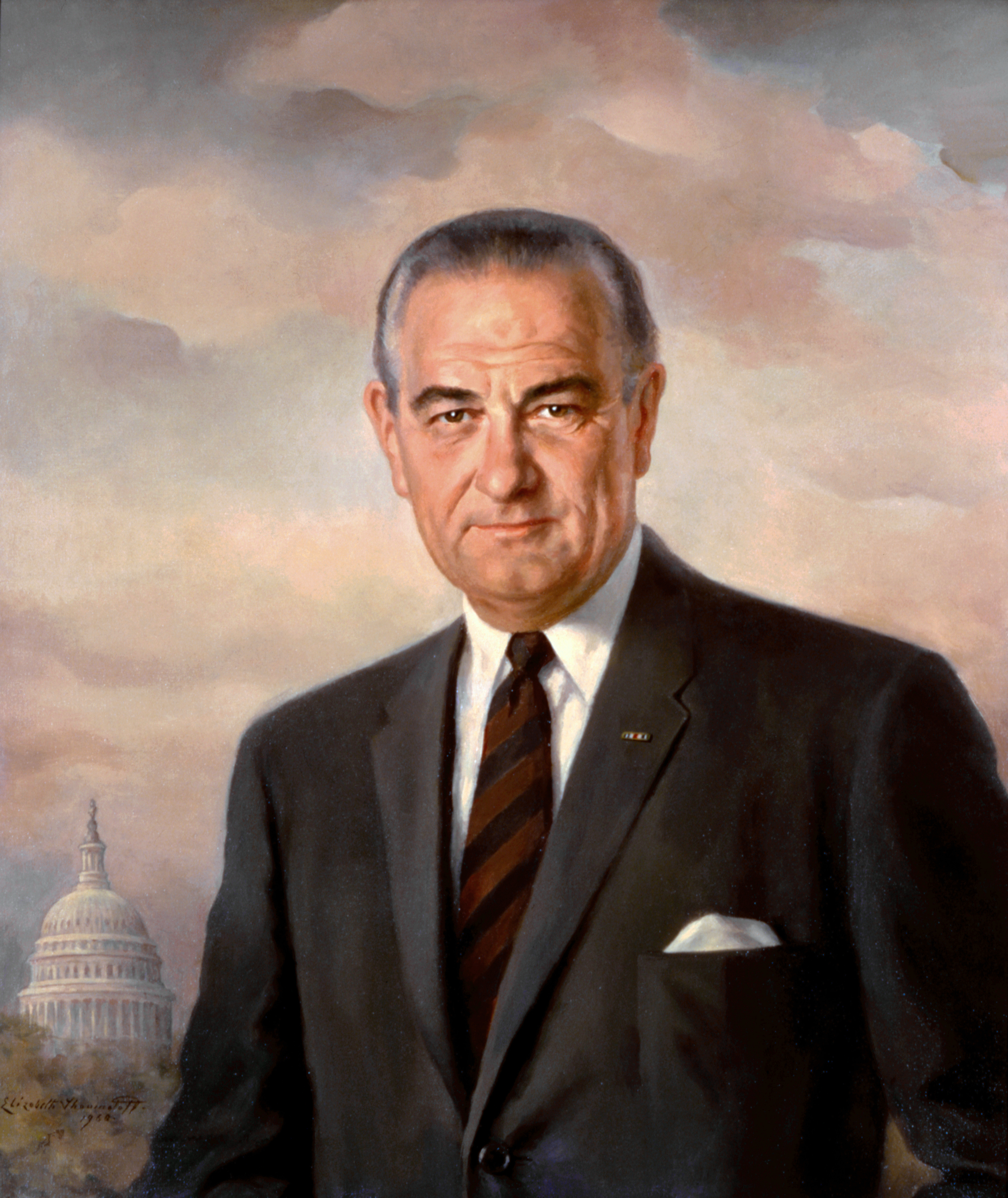
Lyndon B. Johnson
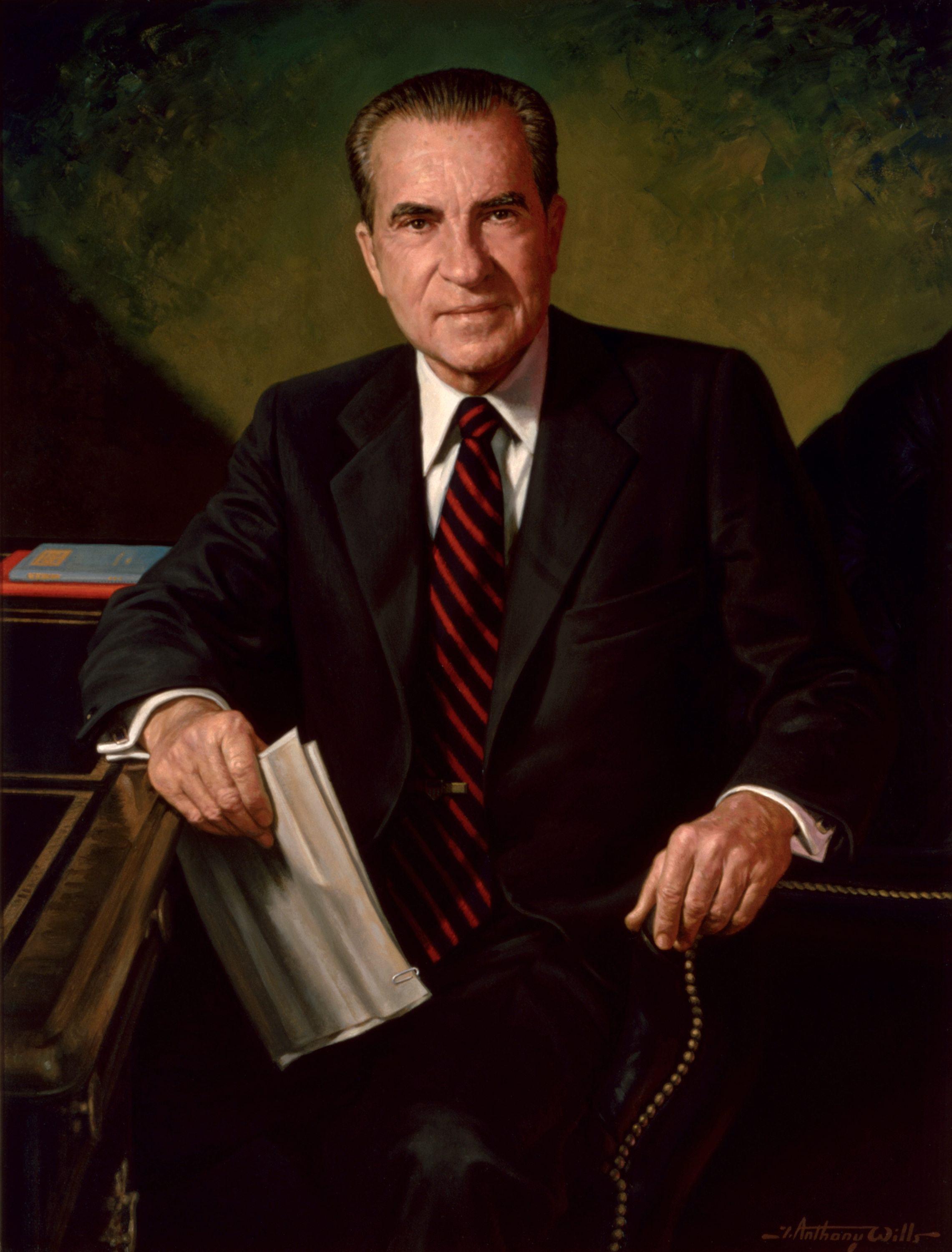
Richard Nixon

## Les Premières Dames

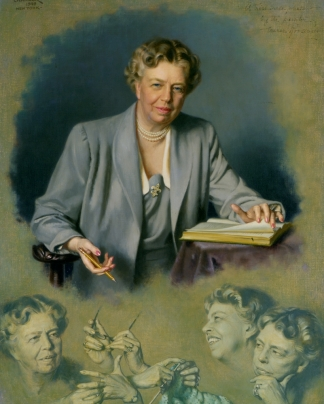
Eleanor Roosevelt
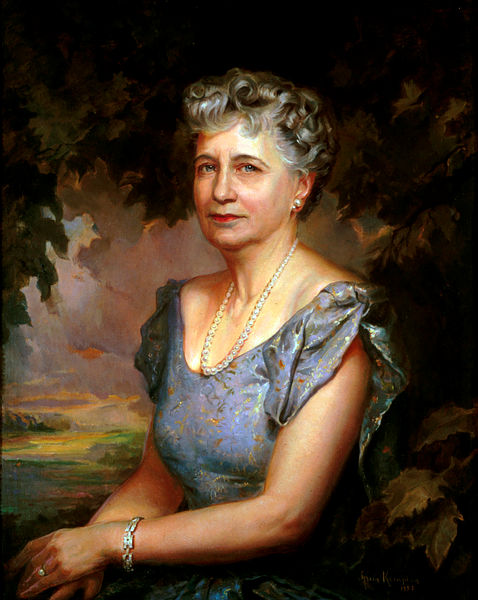
Bess Truman
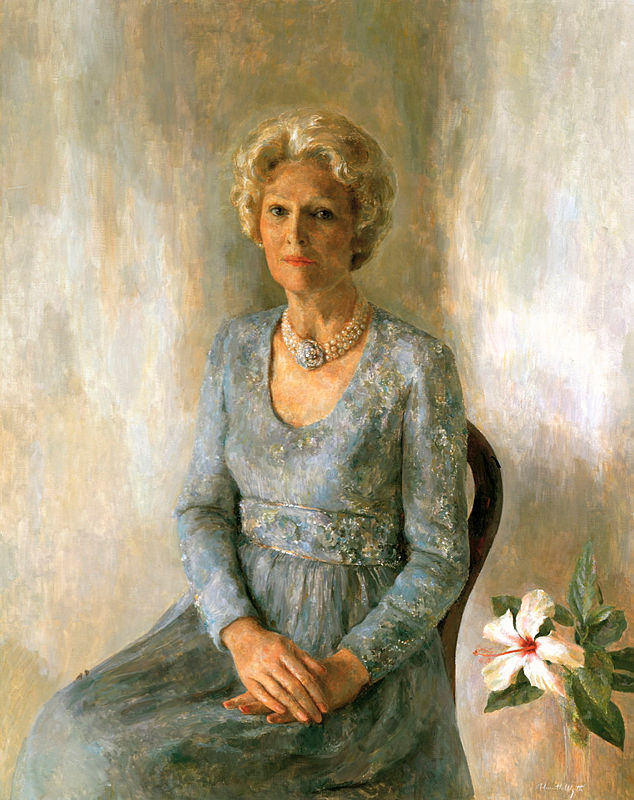
Pat Nixon, par Henriette Wyeth (1978)
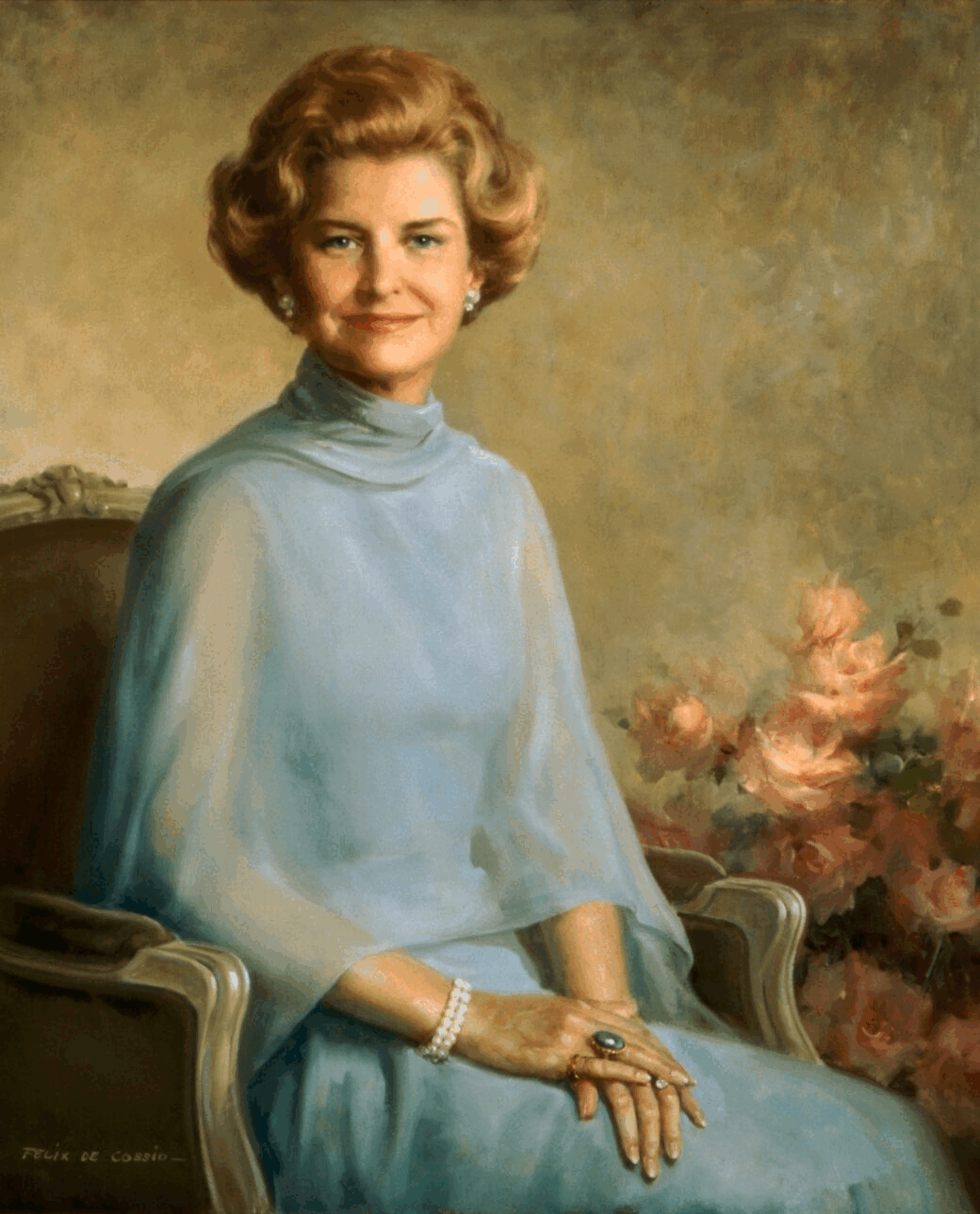
Betty Ford
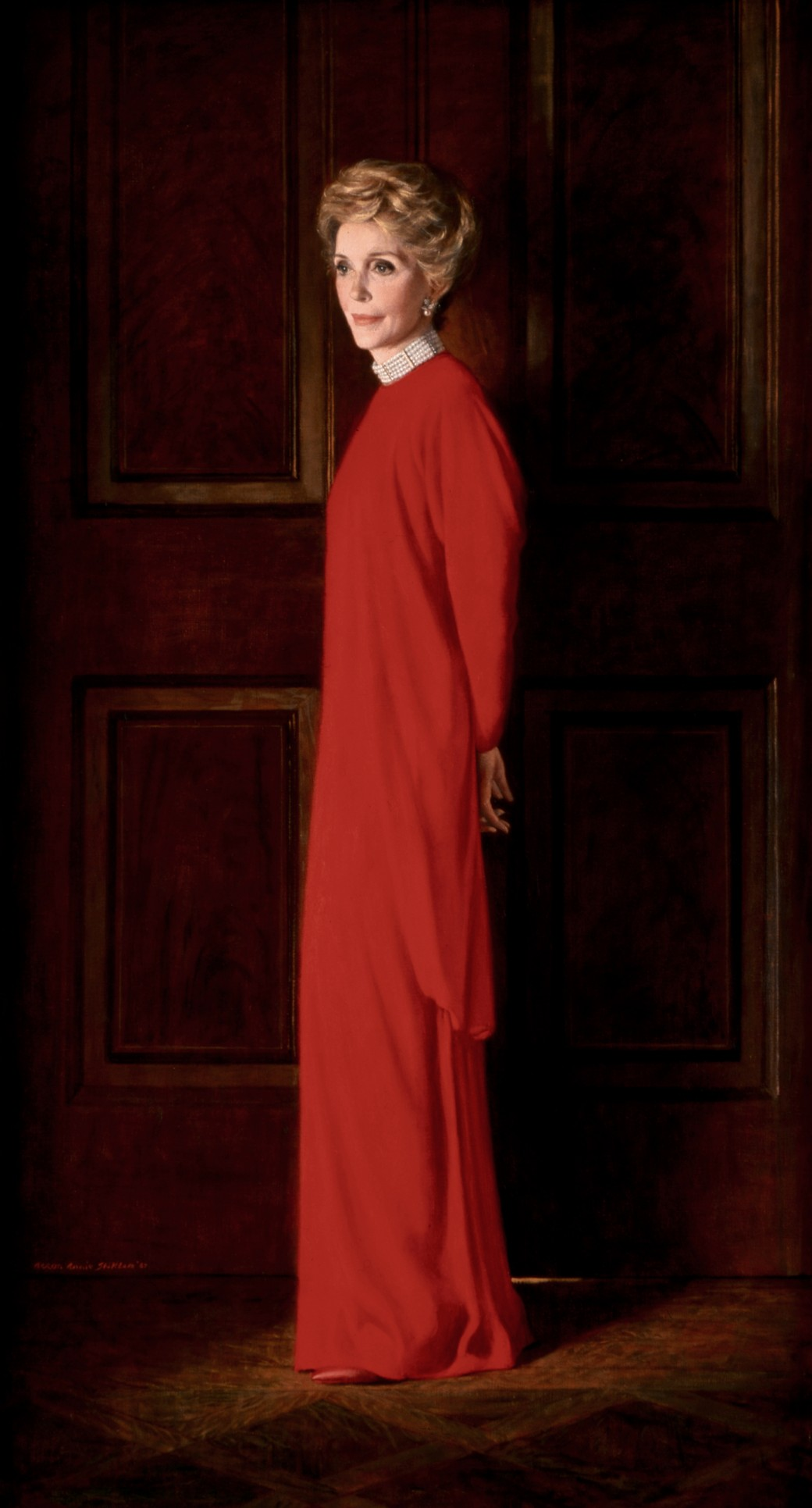
Nancy Reagan (Vermeil Room)